# Ирано-иракская война
Ирано-иракская война, Первая война в Персидском заливе, или Первая война в заливе (22 сентября 1980 года — 20 августа 1988 года) — вооружённый конфликт между Ираком и Ираном. Войне предшествовали серия территориальных споров между Ираном и Ираком, мотивированных желанием Ирака отторгнуть от Ирана богатую нефтью провинцию Хузестан (Арабистан) с арабским населением и восточный берег реки Шатт-эль-Араб, а также споры между двумя странами за лидерство среди государств в Персидском заливе. Ирано-иракская война явилась последним крупным конфликтом в рамках холодной войны и одним из наиболее длительных вооружённых конфликтов XX века.
В 1979 году в Иране произошла исламская революция под руководством аятоллы Хомейни. Опасаясь её экспорта в Ирак, где большинство населения, как и в Иране, составляли шииты, президент Ирака Саддам Хусейн начал подготовку к войне. В то время как Ирак поддержали США, СССР и большинство арабских государств, Иран оказался в сравнительной международной изоляции.
22 сентября 1980 года Ирак без объявления войны вторгся в Иран. Иракское руководство рассчитывало аннексировать ряд приграничных территорий и добиться ослабления и свержения постреволюционного правительства Ирана. Иракские войска не смогли достигнуть каких-либо значительных успехов и к июню 1982 года были выбиты со всей занимаемой ими территории. На волне успеха иранское руководство отвергло предложение перемирия и решило вторгнуться в Ирак с целью распространения идей «исламской революции» и свержения режима Саддама Хусейна. Иранским войскам не удалось продвинуться вглубь страны. В 1982—1988 годах война имела по большей части позиционный характер, изменения линии фронта были незначительны. В 1988 году Ирак в ходе серии операций «Тавакальна ала Аллах» освободил оккупированные иранцами территории и успешно развил наступление на территорию Ирана. Под угрозой военной катастрофы Хомейни в августе 1988 года согласился на предложенное Ираком перемирие, таким образом завершив конфликт.
В ходе войны обеими сторонами применялось химическое оружие, в ней участвовали дети-солдаты. Ираном практиковалась тактика «живых волн». В ходе «войны городов» Иран и Ирак вели ракетные обстрелы территории друг друга, повлёкшие более 20 тысяч жертв среди гражданского населения. Ирано-иракский вооружённый конфликт причинил значительный экономический ущерб обоим государствам и определил миропорядок на Ближнем Востоке.

## Название
В Иране война известна как «навязанная» (перс. جنگ تحمیلی‎) и «священная оборона» (перс. دفاع مقدس‎). В Ираке употребляется название «Кадисия Саддама» (араб. قادسية صدام‎) в честь битвы при Кадисии (636 год) против Сасанидов в ходе арабского завоевания Ирана.

## Предыстория и предпосылки
В течение нескольких десятилетий, предшествовавших войне, отношения между Ираном и Ираком имели сложный и противоречивый характер, но в целом склонялись к сотрудничеству. Одним из вопросов, стоявших на повестке дня, была территориальная принадлежность важного транспортного пути в Персидский залив — реки Шатт-эль-Араб, разделявшей два государства. Для Ирака обладание рекой было крайне важным, так как береговая линия страны, выходящая к Персидскому заливу, была незначительна и не позволяла увеличить грузопоток нефтепродуктов. В 1937 году при посредничестве и под давлением Великобритании Иран и Ирак подписали соглашение, в соответствии с которым Шатт-эль-Араб была полностью отнесена к иракской территории, за исключением участков у иранских Хорремшехра и Абадана. На участках, перешедших Ираку, все суда должны были поднимать иракский флаг. Ирак также получил право взимать пошлину с проходивших по реке судов.
В 1960-х годах Иран занял господствующее положение в регионе. Этому способствовали как рост цен на нефть, так и военная помощь со стороны США и улучшение отношений с СССР. В 1968 году в Ираке к власти пришла партия «Баас». Политической нестабильностью воспользовались курды, развернувшие боевые действия против Багдада, и Иран. В апреле 1969 года шах Ирана Мохаммед Реза Пехлеви в одностороннем порядке разорвал соглашение 1937 года, и контроль над рекой Шатт-эль-Араб перешёл к Ирану. Ослабленный Ирак, помимо выражения официального протеста, в ответ начал оказывать поддержку арабским сепаратистам в Хузестане и выдворять иранских граждан. В 1971 году Иран оккупировал три острова в Ормузском проливе, на которые также претендовал Ирак. В дальнейшем эти претензии стали для Ирака одним из поводов к началу войны. В 1970 году конфликт в Иракском Курдистане на время утих благодаря перемирию между курдами и Багдадом, однако в 1974 году при поддержке Ирана, США и Израиля он возобновился с новой силой. Для Ирака, таким образом лишённого возможности вести активную внешнюю политику, дела на курдском фронте шли не лучшим образом, стала реальной угроза шиитского восстания на юге страны, и Багдад был вынужден пойти на сближение с Тегераном.
6 марта 1975 года в Алжире заместитель председателя Совета революционного командования Ирака, второй человек в стране Саддам Хусейн и шах Пехлеви подписали соглашение, в соответствии с которым Ирак признавал принадлежность реки Шатт-эль-Араб Ирану, а Иран, в свою очередь, прекращал поддержку боевиков в Иракском Курдистане. Соглашение было воспринято иракской стороной как унизительное, однако она не видела иного выхода.

### Разгорание конфликта
В феврале 1979 года шахский режим был свергнут в ходе исламской революции, возглавляемой аятоллой Хомейни. Страну охватил хаос, начались массовые репрессии, что с удовлетворением было воспринято Багдадом как знак ослабления иранской армии. Ряд иранских оппозиционных групп обратились за помощью к Ираку, однако получили лишь заверения в поддержке. Ирак предпочёл сделать ставку на курдских и арабских сепаратистов. 16 июля 1979 года Саддам Хусейн после отставки Ахмеда Хасана аль-Бакра занял пост президента Ирака. Придя к власти, Хомейни начал «экспорт революции» в другие страны Персидского залива: при поддержке Тегерана были созданы повстанческие группировки в Ираке (Верховный совет исламской революции), Бахрейне, Кувейте и Саудовской Аравии, с иранской территории на эти страны велось пропагандистское радиовещание на арабском языке. 8 февраля 1980 года в своём обращении Саддам призвал арабский мир оказать Ираку помощь в «отражении иранских провокаций всеми возможными средствами». 15 марта 1980 года Хомейни призвал иракский народ к революции «до победного конца».
1 апреля 1980 года на вице-премьера Ирака Тарика Азиза, одного из ближайших соратников Саддама Хусейна, во время выступления в Багдадском университете было совершено покушение: из толпы к трибуне метнули гранату. Азиз был легко ранен, но в результате покушения погибли студенты. По подозрению в покушении власти арестовали шиитского активиста группировки «Аль-Дава», которого официальный Багдад обвинил в работе на иранские спецслужбы. Во время похорон жертв теракта в толпу из здания школы иранской диаспоры бросили бомбу, в результате чего погибло ещё несколько человек. Ирак вновь обвинил в случившемся Иран, но иранцы отрицали свою причастность к теракту.
Вскоре после покушения на вице-премьера Ирака боевики проиранской группировки «Аль-Дава» попытались убить Министра Культуры Ирака Латифа Джассима. Покушение вновь провалилось.
Отношения между странами начали резко ухудшаться: Тегеран и Багдад обменивались угрозами, из Ирака было выслано около 40 000 этнических персов, Ирак потребовал от Совета безопасности ООН осудить иранскую аннексию островов в Ормузском проливе. Имели место пограничные столкновения. Дошло до того, что 27 апреля 1980 года тегеранское радио передало новость об убийстве Саддама Хусейна. 30 апреля в Лондоне боевиками Демократического революционного фронта освобождения Арабистана было захвачено иранское посольство. По данным иракских властей, в феврале—июле 1980 года Иран 224 раза нарушал границу Ирака.
Иран предоставил лидерам восстания в Иракском Курдистане Масуду Барзани и его брату Идрису убежище. В ответ Саддам заключил соглашение с политическим противником братьев Барзани Джалялем Талабани, по которому тот обязался развернуть вооружённую борьбу против Барзани в обмен на гарантии курдской автономии. Тем временем в ночь с 9 на 10 июля в Тегеране была предотвращена попытка военного переворота под руководством находившихся в изгнании во Франции шахского генерала Овейси и экс-премьер-министра Шапура Бахтияра. Доказательств причастности к заговору Ирака обнаружено не было, но Багдаду наверняка было известно о его существовании. Более того, в ночь переворота самолёты иракских ВВС пытались осуществить бомбардировку радиолокационной станции на иранской территории. По подозрении в причастности к путчу в Иране было арестовано 600 офицеров, многие из которых затем были приговорены к смертной казни. От чисток особенно пострадали иранские ВВС, и так находившиеся в плачевном состоянии из-за отсутствия запчастей, вызванного западным эмбарго, и недостатка квалифицированных специалистов.

### Подготовка к войне

#### Ирак

Президент Ирака Саддам Хусейн

Осознавая, что иранская оппозиция не имеет существенной базы и не способна свергнуть Хомейни, что иностранная интервенция в Иран не просматривается, опасаясь экспорта исламской революции в Ирак и желая отторгнуть от Ирана как реку Шатт-эль-Араб, так и богатые нефтью приграничные районы, президент Ирака Саддам Хусейн начал готовиться к войне. В принятии этого решения сыграли свою роль и сведения об ослаблении иранской армии. Война с Ираном представлялась Саддаму «маленькой победоносной». Более того, на территории Ирака по контракту с Францией строился ядерный реактор «Осирак», запланированный к вводу в эксплуатацию в 1981 году и на который иракское руководство возлагало определённые надежды. Багдад ожидал поддержки как арабского мира, так и западных стран, не заинтересованных в экспорте иранской революции в регионе, и надеялся после войны занять лидирующие позиции на Ближнем Востоке. Определённые опасения вызывала возможная реакция СССР на вторжение, но Саддам Хусейн счёл, что Советский Союз не станет терять важного регионального союзника в лице Ирака.
В июле 1980 года на встрече с армейским руководством Саддам дал ему месяц на подготовку к войне. Такое решение было встречено генералами скептически, но никто из них не высказал недовольство открыто. Иракская армия была не готова к войне: для проведения столь крупномасштабной операции, как вторжение в Иран, не было ни опыта, ни боевого духа, не было должным образом налажено тыловое обеспечение. Несмотря на перевооружение, наблюдалось технологическое отставание от Ирана. 16 августа на очередном совещании Саддам обозначил следующее: война должна носить скорый и ограниченный характер и иметь целью не захват всего Ирана, а ослабление режима Хомейни с целью его свержения иранцами. Даты вторжения определено не было, Багдад решил действовать по обстоятельствам. Основным направлением вторжения была выбрана провинция Хузестан, имевшая ровный ландшафт и развитую дорожную сеть, а также значительные нефтяные запасы. Кроме того, иракское командование надеялось на благожелательное отношение со стороны местного арабского населения.

#### Иран
После революции Иран столкнулся с сепаратистскими движениями в Хузестане и Иранском Курдистане, для борьбы с которыми президент Ирана Абольхасан Банисадр восстановил всеобщую воинскую повинность и перебросил к границе с Ираком 3 дивизии и 1 бригаду. В целом иранское руководство не осознавало угрозу войны с Ираком и не пыталось предотвратить её. Аятолла Хомейни полагал, что в случае начала войны иракские шииты свергнут Саддама Хусейна. Более того, любая подготовка к войне осложнялась тяжёлой экономической ситуацией и борьбой за власть в Тегеране между исламским духовенством и секулярными кругами, к которым принадлежал Банисадр.
15 августа 1980 года иранский президент с армейскими лидерами вылетел на вертолёте в приграничный город Касре-Ширин чтобы обсудить будущий конфликт. В результате технической неисправности вертолёт разбился, президенту Банисадру чудом удалось выжить.

### Боевые столкновения на границе
26 августа 1980 года в районе пограничной заставы близ иракского города Ханакин начались боестолкновения. Обе стороны применяли как стрелковое, так и тяжёлое вооружение, в то время как к границе стягивались войска. 4 сентября иранская артиллерия обстреляла Ханакин и ещё один иракский город — Мандали. Саддам Хусейн обвинил Тегеран в провоцировании конфликта и расценил это как объявление войны (4 сентября 1980 года в Ираке официально считается днём начала войны с Ираном). Вслед за этим иракские войска с боем заняли более 324 квадратных километров спорной иранской территории. 7 сентября 1980 года пятёрка иракских боевых вертолётов нарушили воздушное пространство Ирана и была перехвачена истребителями F-14 Tomcat, один вертолёт Ми-25 получил несколько пушечных попаданий, однако пилот смог на повреждённом вертолёте вернуться на свою территорию. Последовала серия воздушных боёв: в частности, 9 сентября Иран признал потерю одного истребителя «Фантом», сбитого иракским МиГ-21. 10 сентября иракский МиГ-23 атаковал вертолёт, в котором находился президент Ирана Банисадр, прибывший на фронт с инспекцией. Банисадр не пострадал.
16 сентября Саддам Хусейн вновь собрал командный состав и объявил, что война начнётся в ближайшие дни. С критикой этого решения на совещании выступил начальник иракской разведки, двоюродный брат Саддама и член его ближайшего окружения Али Хасан аль-Маджид, указавший на неготовность Ирака к войне, однако его позиция не получила поддержки у присутствовавших. 17 сентября 1980 года Саддам Хусейн объявил о выходе Ирака из Алжирского соглашения от 1975 года, ссылаясь на принадлежность реки Шатт-эль-Араб иракской территории, и призвал Тегеран сесть за стол переговоров в надежде на уступки со стороны Ирана, одновременно заявив, что Ирак не намерен нападать на Иран. 18 сентября Иран отклонил инициативу Багдада, вслед за чем на границе вновь развернулись бои. В тот же день были полностью подготовлены планы иракского наступления.
20 сентября в Тегеране собрался Совет безопасности Ирана, на котором генералы высказали свои опасения по поводу неготовности Ирана к войне. Тем не менее премьер-министр и политический противник президента Банисадра Мохаммад Али Раджаи отмёл саму возможность войны в надежде ослабить позиции Банисадра. Единственным решением, принятым по итогам шестичасового заседания, стало начало мобилизации.
Предвоенные столкновения сильно задели иранскую авиацию. Уже к 21 сентября потери авиации Ирана в боевых вылетах составили не меньше 10 самолётов и вертолётов, погибло как минимум 19 иранских лётчиков и членов экипажей.

## 1980 год: начало войны, переход к позиционной борьбе

### Вторжение Ирака в Иран

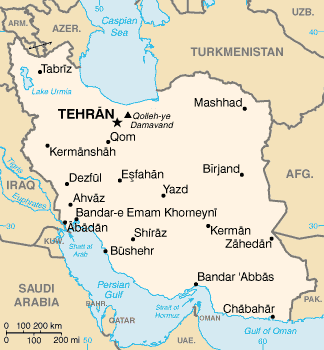
Карта Ирана с крупнейшими городами

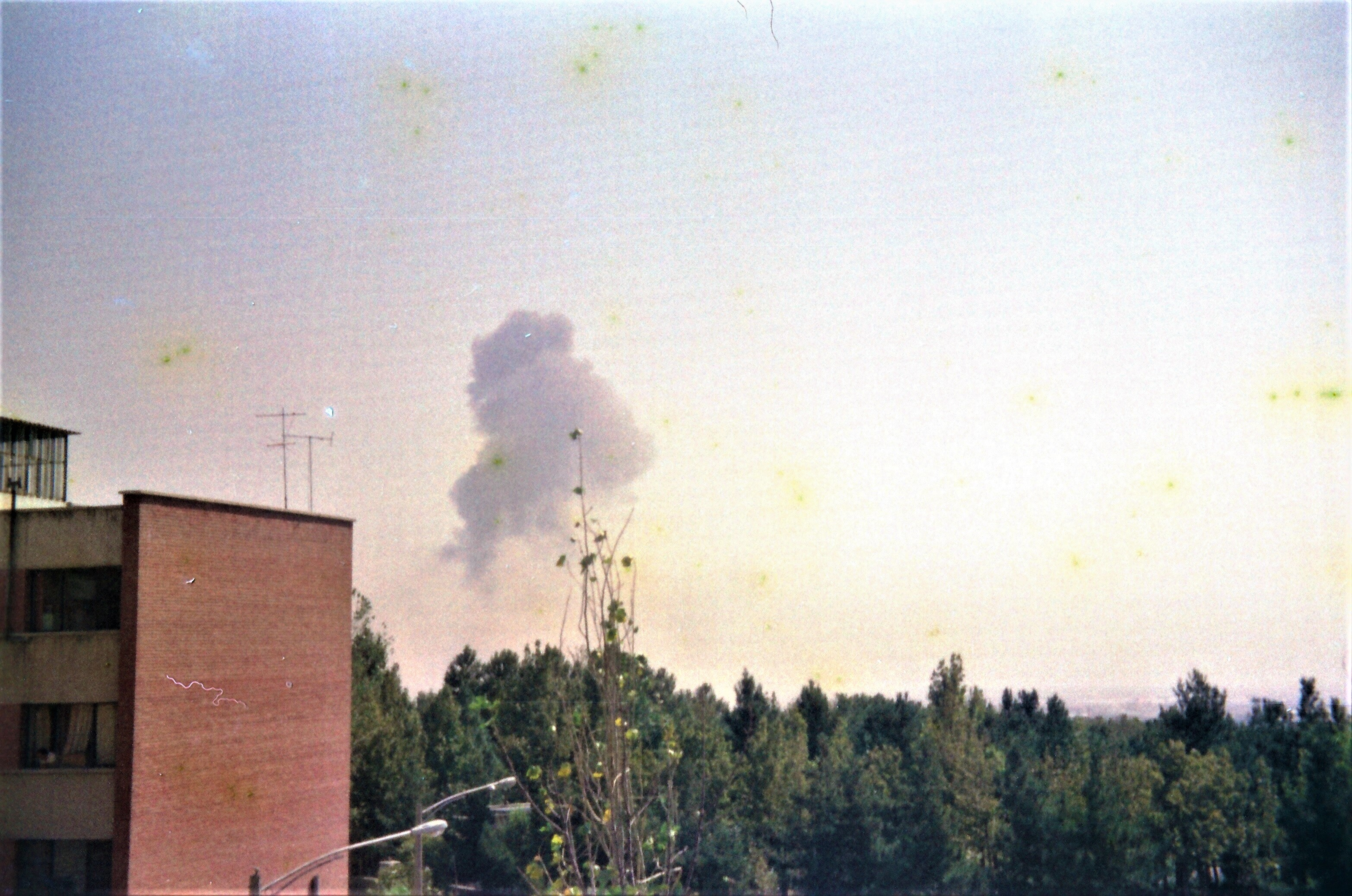
Ирано-иракская война — 22 сентября 1980 года — дым над Тегераном после авиаудара

20—21 сентября министр обороны Ирака Аднан Хейраллах и начальник иракского генштаба Абдул Джалил Шамшаль прибыли на фронт с запечатанными инструкциями для командиров дивизий. План наступления, подготовленный иракским командованием на основе плана войны с Ираном от 1941 года, предусматривал захват иранских Керманшаха, Дизфуля, Абадана и Ахваза, являвшихся центрами иранской нефтепромышленности, не позднее, чем через 10 дней. На эти цели выделялось 3 бронетанковые и 2 мотопехотные дивизии 3-го армейского корпуса. Основным направлением наступления был выбран Ахваз. 2-й армейский корпус в составе 2 бронетанковых и 3 пехотных дивизий должен был наступать в направлении гор Загрос с целью обезопасить Багдад от иранских контратак. 1-й армейский корпус, занятый подавлением восстания в Иракском Курдистане, в операции задействован не был. Какая-либо инициатива со стороны иракских командиров не приветствовалась.
Наступление началось около полудня 22 сентября 1980 года. В первой волне наступления иракцы имели порядка 100 000 солдат, 1600 танков и 2000 единиц бронетехники. Иранцы смогли выставить около 25 000 солдат, 800 танков и 600 единиц бронетехники, из которых примерно половина использовалась как неподвижные огневые точки. Первым крупным боестолкновением стал бой за Касре-Ширин в ночь с 22 на 23 сентября. В ходе уличных боёв иракцы, несмотря на поддержку артиллерии, авиации и танков, потеряли 100 человек убитыми и 300 ранеными от рук иранского гарнизона, имевшего не более 200 человек. На этом участке фронта иракцы, встречая упорное сопротивление, за 3 дня сумели продвинуться на 50 км вглубь иранской территории.
10-я бронетанковая дивизия, наступавшая в Хузестане, из-за каменистого ландшафта была вынуждена двигаться по единственной извилистой дороге, связывавшей город Мусиан с деревней Надери, в результате чего потеряла от иранских вертолётов AH-1 Cobra порядка 60 танков и 100 единиц техники. Не встречая сопротивления на земле, в день иракские войска преодолевали не более 16 километров. В танковых боях у города Шуш иракцы потеряли 30 танков против 20 уничтоженных ими «Чифтенов» и «Скорпионов». К 27 сентябрю 9-я бронетанковая дивизия достигла Ахваза, однако, понеся ощутимые потери и имея крайне растянутые коммуникации, не могла начать операцию по захвату города, к которому иранцы стянули 92-ю бронетанковую дивизию и части Корпуса стражей исламской революции (КСИР). Надежды на благожелательное отношение местного арабского населения не оправдались, более того, в ряде случаев имели место протесты местных арабов против жестокого обращения со стороны иракских войск.
Иракское наступление на Хорремшехр шло медленнее, чем на других участках фронта. 3-я бронетанковая дивизия столкнулась с ожесточённым сопротивлением в городе и не смогла взять его с налёта. Видя, что иракское наступление выдыхается, 28 сентября 1980 года Саддам Хусейн предложил Ирану перемирие на условиях отказа Ирана от претензий на реку Шатт-эль-Араб и захваченные Ираком территории, а также объявил одностороннее прекращение огня с 1 октября. 30 сентября иранская сторона выдвинула встречные условия: отставка Саддама Хусейна, выплата Ираком репараций и официальные извинения, переход Басры под иранское управление на время выплаты репараций, а также проведение референдума о статусе Иракского Курдистана. Подобные условия были восприняты Багдадом как неприемлемые, переговоры с Тегераном стали невозможны. Известие о прекращении огня имело отрицательное влияние на боевой дух иракских солдат, подвергавших сомнению цель войны.

### Бои возобновляются

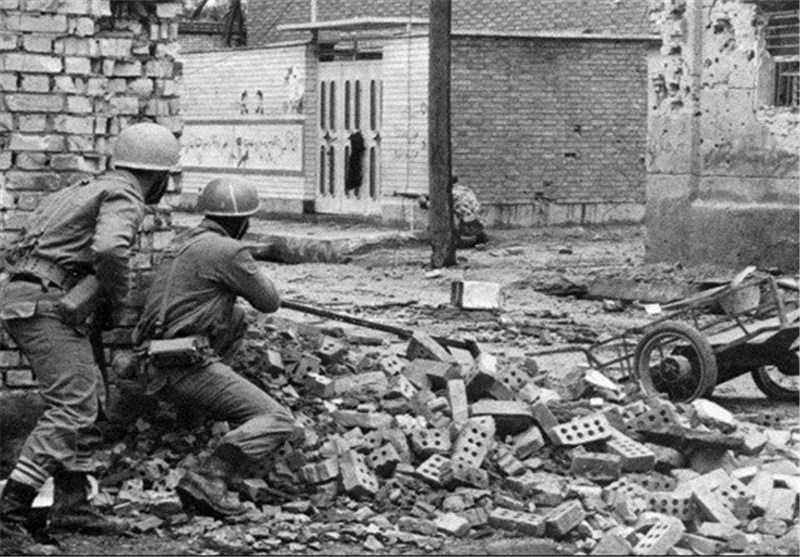
Уличные бои в Хорремшехре

7 октября 1980 года в ходе позиционных боёв у города Хорремшехр иранские орудийные установки, в том числе танки Чифтен, обстреляли иностранные гражданские суда, стоящие в иранском же порту. В результате иранских обстрелов было потоплено 3 судна и 2 было повреждено, погибло не менее 20 иностранных граждан. Ещё 120 человек из состава экипажей атакованных кораблей, поплывшие в иракскую сторону, были спасены иракской армией и доставлены в Басру.
8 октября 1980 года иракские ракетные комплексы «Луна-М» обстреляли авиабазу Дизфуль, где располагалась ставка иранского командования. Началась вторая волна иракского наступления. На захват авиабазы были брошены 3 бронетанковые бригады, но, потеряв от огня противника 30 танков, истратив боекомплект и топливо, были вынуждены отступить. Одновременно 2-й армейский корпус развернул наступление на Керманшах. На этом участке фронта иракские танки Т-55 и Т-62 продвинулись на 30 км, но столкнулись с иранским 81-м бронетанковым корпусом. Танковые бои не выявили явного преимущества, и обе стороны отступили на исходные позиции. Утром 11 октября иракская 26-я бронетанковая бригада пересекла реку Карун и разгромила подоспевший батальон 96-й бронетанковой дивизии противника.
3-й армейский корпус наступал в направлении Хорремшехра. 14 октября началась осада Абадана. 18 октября силы 5-й танковой дивизии попытались зайти в тыл гарнизону Абадана по мосту над рекой Арванд, но были отброшены. На захват Хорремшехра иракцы бросили 12 000 солдат и 200 танков против иранского гарнизона в 5000 человек. 24 октября город был взят. В ходе тяжёлых уличных боёв в «иранском Сталинграде» иракцы потеряли 2000 солдат убитыми и 6000 ранеными против 1500 жертв со стороны Ирана. Иракцам досталось очень большое количество трофейной техники — в одной только северной части города было захвачено 80 иранских танков и несколько батарей дальнобойных орудий M107. Порт Хорремшехра, имевший ключевое значение для иранского флота и торговли, был практически полностью уничтожен, на его территории иракским огнём было потоплено и уничтожено почти 70 кораблей. Тяжёлые потери вынудили иракское командование отказаться от взятия Абадана.

### Кампания в воздухе
22 сентября 1980 года около полудня 192 самолёта иракских ВВС поднялись в воздух с целью атаковать иранские аэродромы (Операция «Эхо Кадиссии»). В налёте принимали участие самолёты Су-20, Су-22, МиГ-23, Су-7, а также бомбардировщики Ту-16 и Ту-22. Так как большинство самолётов противника находилось в защищённых ангарах, основными целями налёта были уничтожение взлётно-посадочных полос и складов. Дополнительными целями ставились радары и батареи ПВО, хотя в распоряжении Ирака не было подходящих для этих целей ракет. Используя неуправляемое вооружение иракские Су-7 и МиГ-23 уничтожили по меньшей мере 2 зенитно-ракетных комплекса MIM-23B I-HAWK, десятки иранских зенитчиков погибли от прямых попаданий. За сутки иракские самолёты совершили 250 боевых вылетов, уничтожив 4 самолёта противника и потеряв 5 своих. Ущерб, нанесённый иранским авиабазам, был в целом незначителен, а большинство имевшихся повреждений были быстро устранены иранцами. Однако, иракской авиацией было уничтожено очень большое число хранилищ топлива и в результате бомбардировки коммуникационных центров Тегерана Иран полностью потерял связь со внешним миром.
23 сентября в 4 часа утра 160 иранских самолётов (120 «Фантомов» и 40 «Тигров») взлетели с целью осуществить бомбардировку целей внутри Ирака: военных и гражданских аэродромов, объектов нефтяной промышленности и транспорта. В воздух были подняты топливозаправщики на базе Boeing 707 и 727. Результаты рейда не впечатлили иранское командование: иранцами заявлялось уничтожение 10 самолётов (подтверждено всего лишь 2) и потеряли 8 или 11 своих. В ночь с 23 на 24 сентября им был разработан план операции «Каман», в соответствии с которым упор делался на воздушные бои. 24 сентября 60 иранских бомбардировщиков вновь атаковали иракские аэродромы. Иракской ПВО удалось нанести иранским самолётам потери, но иранцы смогли уничтожить 5 иракских самолётов на земле и повредить нефтепровод Ирак-Турция. Иранские самолёты, оставив без прикрытия свои крупнейшие города, ввязались в воздушный бой с иракцами над ирано-иракской границей и смогли уничтожить 12 самолётов. С 23 сентября иракцы потеряли 40 самолётов[уточнить] против 24 иранских, что вынудило Ирак прекратить налёты на Иран, а часть самолётов переправить в соседние страны.
30 сентября 1980 года иранские ВВС осуществили бомбардировку комплекса «Осирак» в 30 км к юго-востоку от Багдада. Опасаясь радиоактивного заражения, иранские «Фантомы» не бомбили реактор, а ограничились нанесением ударов по близлежащим зданиям. Нанесённый ущерб был незначительным и практически не повлиял на работу реактора. В начале октября Иран и Ирак обменялись сериями бомбардировок, имевших более пропагандистское, чем военное значение.
5 октября иракская авиация в аэропорту Тегерана уничтожила 2 крупногабаритных транспортных самолёта, в этот же день иракскими самолётами был разбомблен аэродром в Керманшахе, на котором было уничтожено 20 иранских вертолётов.
В октябре—декабре 1980 года иранские «Томкэты» и «Фантомы» с хорошо подготовленными пилотами в ходе воздушных боёв над провинцией Хузестан согласно заявлениям западных источников сбили 40 иракских самолётов, потеряв 9 своих. Цифра иракских потерь в подавляющем большинстве не подтверждается иракскими источниками.
24 декабря иракские самолёты нанесли первый удар по крупнейшему в Иране нефтяному терминалу на острове Харк. В ответ на это ВВС Ирана осуществили бомбардировку нефтеперерабатывающего завода в Басре. Ущерб, причинённый обеим сторонам, исчислялся несколькими миллиардами долларов.

### Переход к позиционной борьбе
Ирак имеет все средства к ведению войны на протяжении года. Это не окажет влияние на население. Что же касается войны длительностью 2 года и более, то Ирак выдержит её при условии некоторых ограничений, который наш народ готов принять.— Таха Ясин Рамадан, командующий иракским ополчением
Обеспокоенный замедлением иракского наступления, Саддам Хусейн вновь предложил Тегерану сесть за стол переговоров, однако Иран выдвинул прежние неприемлемые условия. 3 ноября, в результате спецоперации у Абадана, иракскими спецподразделениями был захвачен Министр нефтяной промышленности Ирана — Мохаммад Джавад Тонджуан. 13 ноября иракское наступление в Хузестане возобновилось. 1-я и 10-я иракские бронетанковые дивизии, брошенные на захват Дизфуля, в боях с 16-й бронетанковой дивизией Ирана потеряли 60 Т-55 и Т-62 против 40 уничтоженных M60 противника и были вынуждены отступить за реку Керхе. 150 танков иракской 9-й бронетанковой дивизии, наступавшей на Ахваз, в условиях начавшегося сезона дождей завязли в грязи и под огнём иранских частей были частично брошены экипажами, частично уничтожены. Продолжалась осада Абадана, который иракские войска не смогли полностью окружить.
В ночь на 28 ноября 1980 года Иран начал операцию «Морварид» по уничтожению нефтяных терминалов в районе Басры, имевших ключевое значение для иракской экономики. Иранская морская пехота при поддержке ударных вертолётов AH-1 Cobra захватила терминалы и заминировала их, после чего эвакуировалась на 2 гидропланах, подорвав комплекс. Тем временем два иранских патрульных катера вышли в устье реки Шатт-эль-Араб с целью выманить иракский флот. Утром 28 ноября иранские «Фантомы» атаковали иракские корабли. Иранская авиация также произвела бомбардировку порта Эль-Фао. К вечеру 28 ноября иранцы потеряли 1 патрульный катер, 1 «Фантом», несколько солдат, участвовавших в захвате терминалов, 3 пилотов и 31 моряка, но заявили что смогли уничтожить 100 солдат, 2 самолёта, 5 ракетных, 4 торпедных и 3 патрульных катеров противника, а также одно десантное судно. Количество потерянных иракских боевых кораблей спорно, так как Ирак в этом сражении задействовал всего 6 катеров и 1 десантный корабль, по современным западным данным Ирак потерял лишь 3 катера в этом бою. В память об операции 28 ноября в Иране отмечается день ВМС. Победа позволила Ирану организовать морскую блокаду Ирака, иракский флот был нейтрализован.
К концу 1980 года иракцы не смогли захватить ни один из четырёх городов — Абадан, Дизфуль, Ахваз, Керманшах — которыми предполагалось овладеть в начале кампании. Взять удалось лишь Хорремшехр. Саддам Хусейн утратил веру в победу в войне, но настаивал на обороне. Иракские войска прекратили наступление.
| Потери Ирака и Ирана к концу 1980 года | Потери Ирака и Ирана к концу 1980 года | Потери Ирака и Ирана к концу 1980 года |
| Ирак                                   | Иран                                   |                                        |
| -------------------------------------- | -------------------------------------- | -------------------------------------- |
| 4000 убитыми                           | 4500 убитыми                           |                                        |
| 10 000 ранеными                        | 12 000 ранеными                        |                                        |
| 450 танков                             | 250 танков                             |                                        |
| 350 БТР                                | 150 БТР                                |                                        |
| 80 самолётов (или <50)                 | >30 самолётов (или >100)               |                                        |
| 40 вертолётов                          | 60 вертолётов                          |                                        |

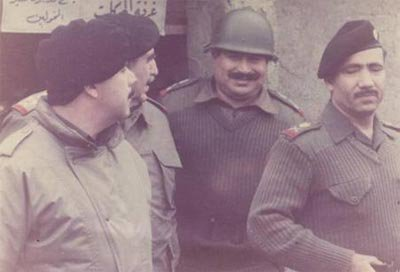
Слева направо: министр обороны Ирака Аднан Хейраллах, начальник генштаба Абдул Джалил Шамшаль, генералы Султан Хашим Ахмад и Махер Абд ар-Рашид на иранском фронте

В свою очередь, иранское руководство полагало, что худшее позади. Тем не менее, ведение войны Ирану осложняли борьба с сепаратистами, экономический кризис, усугубившийся снижением экспорта нефти, и конфликты за власть между религиозными и секулярными кругами.

## 1981 год: первые успехи Ирана

### Провал иранского контрнаступления
В январе 1981 года иранское командование начало разрабатывать план контрнаступления. Первоначально оно было назначено на весну, когда сезон дождей прекратится, однако под влиянием исламского духовенства, требовавшего использовать момент, было перенесено на январь. Для участия в наступлении иранцы наспех сформировали из остатков 92-й бронетанковой дивизии недоукомплектованную 88-ю бронетанковую дивизию. Контрнаступление началось 5 января 1981 года. 3 бронетанковые и 1 парашютная бригады Ирана, выдвинувшиеся из города Хемидие, из-за болотистых почв наступали по шоссе под прикрытием ударных вертолётов. Утром 6 января иранские танки наткнулись на авангард 9-й иракской бронетанковой дивизии, но тот быстро отступил. Посчитав, что перед ним разведотряд, иранцы двинулись за иракскими танками и попали в ловушку. Началось крупнейшее танковое сражение войны. Иранская танковая бригада, шедшая в первой волне наступления и лишённая поддержки артиллерии и пехоты, была уничтожена иракцами. 7 января во второй волне иранцы без особого успеха бросили в бой вторую танковую бригаду. Танки противников вязли в грязи и обстреливались вертолётами. Посчитав, что иракцы готовы сдаться, утром 8 января командующий 88-й бронетанковой дивизией бросил в бой 3-ю, последнюю танковую бригаду, однако и она была разгромлена. Остатки иранских частей отступили. Иран потерял 214 танков, 8 ударных вертолётов «Кобра» и 7 самолётов, в то время как потери Ирака насчитывали по некоторым заявлениям не более 100 Т-55 и Т-62 (журналисты же насчитали только около 40 подбитых иракских танков).
В ночь на 6 января иранские горные части захватили в плен 450 иракских солдат у Касре-Ширина. Боевой дух иракцев, не имевших достаточного количества тёплой одежды, был низок. 7 января 8-я пехотная дивизия Ирака выбила иранцев с занятых ими 6 января позиций. В целом контрнаступление провалилось, иранцам не удалось деблокировать Абадан и Ахваз. Неудачи на фронте были использованы исламским духовенством для ослабления позиций либерального президента Ирана Банисадра, которого клирики обвинили в неспособности исполнять обязанности верховного главнокомандующего.

### Конфликт в Иранском Курдистане. Борьба за власть в Тегеране
В условиях неспособности продолжить наступление в Хузестане иракское командование в середине января 1981 года приняло решение вторгнуться в Иранский Курдистан. Ещё в декабре 1980 года части 1-го армейского корпуса заняли два перевала на границе с Ираном. Часть подразделений 11-й горной и 7-й пехотной дивизий были переброшены к Халабдже и Киркуку на случай иранских контратак. 15 января 1981 года иракские солдаты заняли приграничную иранскую деревню Носуд. Наступление предполагало не захват провинции, а занятие выгодных позиций для дальнейшей обороны. Более того, иракское командование возлагало надежды на действовавшую в регионе сепаратистскую группировку «Демократическая партия Иранского Курдистана» (ДПИК), которую финансировал и вооружал Багдад. В апреле 1981 года курдские повстанцы во главе с ДПИК подняли восстание в Иранском Курдистане. К июню они контролировали практически всю территорию провинции. Из-за успехов повстанческих выступлений в Иранском Курдистане и Иранском Азербайджане в Тегеране президент Ирана Банисадр стал крайне непопулярен, что исламское духовенство использовало как возможность для его свержения.
В начале июня 1981 года член Исламской республиканской партии Джавад Мансури обнародовал документ, обнаруженный в американском посольстве, из которого следовало, что в сентябре 1979 года на Банисадра пыталось выйти ЦРУ с целью его использования в качестве агента. Банисадр не стал отрицать факт встречи, но свою вербовку опроверг. 11 июня Банисадр был уволен с поста главнокомандующего аятоллой Хомейни, а 20 июня подвергнут импичменту парламентом и помещён под домашний арест. Однако экс-президенту удалось скрыться, а 28 июня 1981 года повстанческая группировка «Организация моджахедов иранского народа» (ОМИН) во главе с Масудом Раджави, политическим союзником Банисадра, устроила взрыв в штаб-квартире Исламской республиканской партии, в результате чего погибло 74 человека. Среди убитых были влиятельный политический деятель аятолла Бехешти и 14 министров, присутствовавших на съезде партии. 29 июня Банисадр и Раджави на угнанном пилотом Boeing 707 бежали во Францию. В июле власти развернули репрессии против оппозиционеров и арестовали более 2000 сторонников ОМИН, которые вскоре были казнены. Из-за напряжённой ситуации внутри страны запланированное на лето иранское контрнаступление было отложено. Саддам Хусейн вновь предложил аятолле Хомейни заключить перемирие, но тот отказался.

### Кампания в воздухе

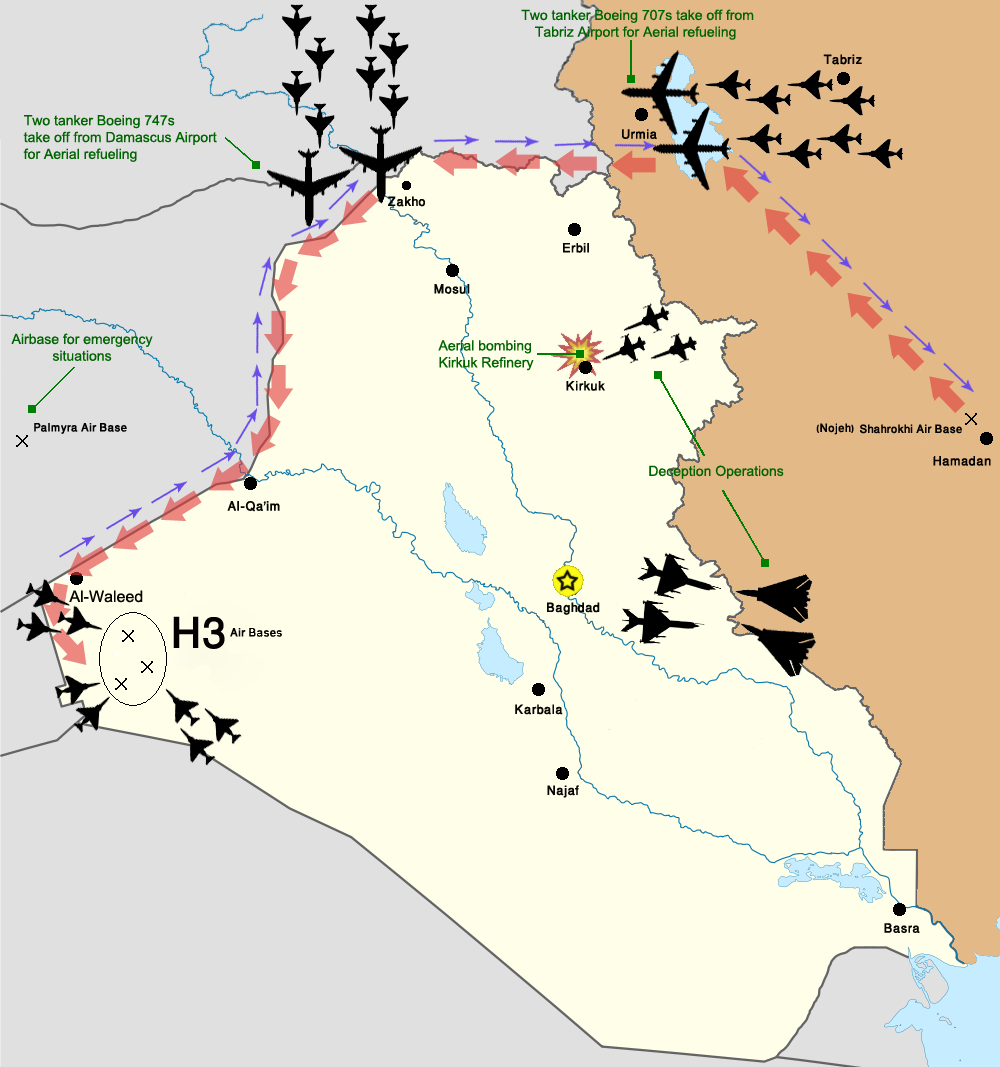
Схема иранской операции «H-3»

4 апреля 1981 года Иран осуществил бомбардировку иракской авиабазы H-3, расположенной в 50 км от границы Ирака с Иорданией. Из-за своей удалённости от иранской границы она использовалась для размещения бомбардировщиков Ту-16 и Ту-22, имела крупную ремонтную базу и служила промежуточным аэродромом для доставки в Ирак французских истребителей Mirage F1. 10 «Фантомов», перезаправившись в воздухе, четырьмя заходами уничтожили на земле согласно заявлениям западных источников 8 МиГ-23, 5 Су-22, 4 МиГ-21, 2 Mirage F1, 1 Ту-16, 3 Ан-12 и 4 вертолётов Ми-8, ещё 15 самолётов получили тяжёлые повреждения. При этом по данным самих иранских пилотов ни одного МиГ-23, Су-22, Ту-16, Ан-12 или Mirage F1 вообще не было поражено. В ходе авианалёта погибло около 30 авиатехников, работавших на базе, в том числе иностранных. Командующий ПВО авиабазы полковник Фахри Хусейн Джабер был отозван в Багдад и расстрелян, как и пятеро других офицеров, 20 офицеров были уволены из армии и подвергнуты тюремному заключению.
7 июня 1981 года Израиль провёл операцию «Опера» по бомбардировке иракского реактора «Осирак». В операции принимали участие 8 F-16 и 6 F-15. В результате авианалёта реактор и несколько строений комплекса, в том числе подземная лаборатория, были уничтожены.
18 июля 1981 года над югом СССР истребителями советских ВВС был сбит израильский самолёт, перевозивший контрабандное оружие и запчасти в Иран.
Также в этот период произошли несколько примечательных случаев, когда вертолётная авиация сбивались огнём танковых пушек, чаще всего жертвами таких случаев становились иранские вертолёты AH-1J. Так, в период с февраля по июль 1981 года иранцы признали потерю 5 вертолётов от огня иракских танков.

### Второе иранское контрнаступление
В сентябре 1981 года части КСИР и 84-я бронетанковая дивизия развернули наступление на иракские позиции вблизи города Шуш. Полномасштабных боевых действий вести не предполагалось, иранский генштаб надеялся измотать противника и убедить его в том, что общее наступление планируется именно на этом участке. За три недели боёв иранским войскам удалось продвинуться на 10 км. Тем временем иранцы стянули подкрепления к Абадану и Ахвазу. В ночь на 27 сентября иранские войска попытались деблокировать Абадан. Иракцы, застигнутые врасплох, не смогли оказать достойного сопротивления и в беспорядке отступили, потеряв около 50 Т-55, 200 единиц бронетехники и значительное количество артиллерии. К 29 сентября иранцы полностью контролировали восточный берег реки Карун. Гарнизон Абадана присоединился к наступлению и отбросил иракцев от города. Осада Абадана прекратилась, однако иранцы, потеряв 2000 человек убитыми и 5000 ранеными, не могли продолжать наступление.
На подавление мятежа в Иранском Курдистане было брошено около 60 000 солдат, из них 30 000 — из личного состава КСИР, против которых повстанцы могли выставить лишь 15 000 боевиков. В октябре силами 16-й бронетанковой дивизии и дивизии КСИР «Зульфикар» началось наступление на центр восстания город Сенендедж, который был взят спустя три недели боёв. Иранские войска успешно развили наступление вглубь провинции, жестоко пресекая всякое сопротивление, и боевики ДПИК были вынуждены отступить в горы на иракской границе.
29 ноября 1981 года Иран начал операцию «Тарик аль-Кудс» (с перс. — «дорога на Иерусалим»). 20 000 солдат и 60 танков в составе 55-й парашютной бригады, дивизии КСИР и двух бригад 92-й бронетанковой дивизии наступали на Бостан. Из-за неблагоприятных погодных условий (сильный дождь, распутица) иракцы не ожидали иранской атаки. В ночь на 3 декабря части КСИР, достигнув Бостана, взяли город штурмом. Иракские пехотинцы в условиях отсутствия поддержки с воздуха из-за непогоды понесли большие потери и отступили, распутица сделала невозможной контратаку со стороны 12-й и 17-й бронетанковой дивизий Ирака. Именно в рамках операции «Тарик аль-Кудс» иранцы впервые широкомасштабно применили тактику «живых волн». Иран захватил большое количество иракского оружия. Тем временем иранская 77-я мотопехотная дивизия при поддержке танковой бригады из состава 92-й бронетанковой дивизии развила наступление в Хузестане. Иранские части двинулись на Ховейзе и сумели продвинуться на 20 км, но 16 декабря из-за распутицы были вынуждены прекратить наступление.
К концу 1981 года Иран отбил около 40 процентов захваченной Ираком территории.

## 1982 год: освобождение иранской территории, вторжение Ирана в Ирак

### Затишье на фронте

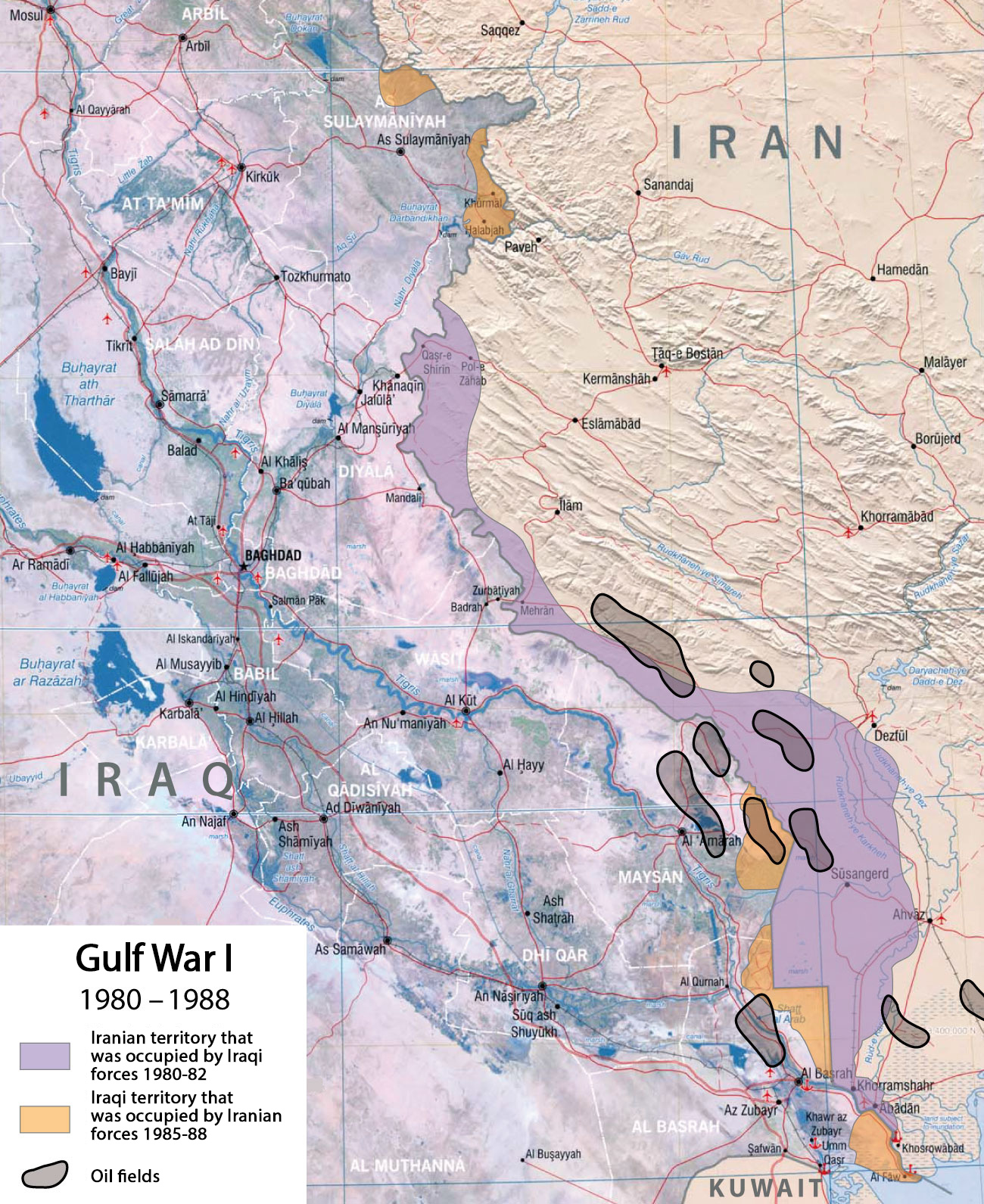
Схема наибольшего продвижения иракских (фиолетовый) и иранских (жёлтых) войск. Обведены нефтяные месторождения

Зимой 1981 года Ирак активно готовился к обороне оккупированной им иранской территории: расширял дорожную сеть, осушал болота, сооружал бункеры, рыл траншеи, устанавливал минные поля. Наиболее укреплённым участком фронта стал Хорремшехр, где иракские сапёры организовали глубокую линию обороны, получившую название «персидская стена». Особые оборонительные усилия иракское командование приложило в районе Басры. На восточном берегу реки Шатт-эль-Араб было начато строительство 30-километрового канала, служившего преградой для иранской бронетехники, за каналом началось сооружение линии обороны длиной около 60 км наподобие «персидской стены». Крупномасштабные строительные работы отнимали значительные ресурсы.
Дополнительно Ирак сформировал три пехотные дивизии, таким образом доведя численность своих войск до 450 000 человек и сравнявшись с Ираном. Боевой дух иракских войск был низок. Обеспокоенный ходом войны, Саддам Хусейн приказал увеличить производство «особых боеприпасов», то есть химического оружия. В феврале, несмотря на сезон дождей, иракские войска безуспешно попытались отбить Бостан. К этому участку фронта иракское командование стянуло подкрепления.
В условиях затишья на фронте Иран решил снова нанести удар по нефтяной инфраструктуре Ирака. Бомбардировка нефтепровода Киркук—Дёртйол, вызвавшая бы вмешательство Турции в конфликт, представлялась невозможной, поэтому в январе 1982 года Тегеран начал переговоры с президентом Сирии Хафезом Асадом по вопросу перекрытия нефтепровода Киркук—Банияс, взамен предложив сирийцам поставки иранской нефти на льготных условиях. Стороны также обсудили двухстороннее торговое соглашение. Для того, чтобы оправдать перекрытие нефтепровода, Дамаск организовал на сирийско-иракской границе ряд провокаций, и 8 апреля 1982 года президент Сирии Хафез Асад объявил о перекрытии нефтепровода Киркук—Банияс и закрытии границы с Ираком. Произошедшее стало серьёзным ударом для иракской экономики, и так отягощённой бременем войны и падением цен на нефть. Взамен Саддам Хусейн договорился с Турцией о расширении нефтепровода Киркук—Дёртйол и увеличении поставок нефти в Иорданию, но полностью восстановить иракский экспорт так и не удалось. Более того, строительные работы на нефтепроводе отвлекали значительные людские ресурсы, необходимые для его охраны. Переговоры о строительстве нефтепровода в Иорданию не увенчались успехом. Помощь пришла из Саудовской Аравии: новый король Фахд предложил соорудить нефтепровод в Саудовскую Аравию и экспортировать иракскую нефть из саудовских портов. Первая очередь проекта была завершена в 1985 году.

### Успех иранского контрнаступления
В рамках очередного контрнаступления иранское командование приняло решение нанести основной удар на центральном участке фронта у города Шуш, перерезав шоссе Багдад—Басра и разделив иракскую группировку. Операция получила название «Фатх» (с перс. — «победа»). В ней участвовали около 120 000 человек — как солдат регулярной армии, так и ополченцев КСИР. Иран также стянул к фронту значительные силы ПВО. Ирак смог выставить лишь 40 000 солдат, но имел численное превосходство в бронетехнике.
17 марта 1982 года Иран начал операцию «Фатима», развернув наступление на Ховейзе. 14-я иракская дивизия выдвинулась для обороны города, в то время как иранские десантники в ночь на 22 марта высадились в иракском тылу и уничтожили около сорока 130-миллиметровых орудий. Части КСИР при поддержке артиллерии и танков 92-й бронетанковой дивизии наступали на Шуш, применяя тактику «живых волн», но прорвать иракскую оборону им не удавалось. В ночь на 24 марта началась вторая фаза иранского наступления. Несмотря на каменистый ландшафт и вызванные им массовые поломки техники, 21-я и 84-я мотопехотная дивизии сумели зайти иракцам во фланг. Самолёты иракских ВВС, вызванные для авиаподдержки, в ходе воздушных боёв и обстрела ПВО потеряли 6 самолётов против 3 сбитых ими иранских. 25 марта иранцам удалось обойти иракские укрепления. В ходе последовавшей контратаки иракская пехота понесла большие потери, стала реальной угроза окружения иракской группировки. Командиры двух оборонявшихся дивизий запросили у генштаба отступление, но им было в этом отказано. 26 марта в ходе танковых боёв 10-я бронетанковая дивизия Ирака потеряла всю артиллерию и две трети своих танков, её остатки отступили. 1-я мотопехотная дивизия, брошенная ей на выручку, была практически полностью уничтожена, её командующий генерал Дахиль Али Хиляли сдался в плен.
27 марта началась третья фаза наступления под кодовым названием «Фатх оль-Мобин» (с перс. — «верная победа»). 77-я бронетанковая дивизия стремительно двигалась к границе, уничтожая в беспорядке отступавшие иракские части. Иракский 4-й армейский корпус по приказу Саддама Хусейна отступил и 29 марта закрепился в гористой местности в 6 км от границы. Иранские танки, оставшиеся без ПВО и с трудом продвигавшиеся в условиях местного рельефа, в ходе иракского авианалёта потеряли около 100 танков и отступили. Несмотря на эти потери, контрнаступление обернулось для иранцев первым крупным успехом — Ирак потерял около 400 танков, 150 орудий, 8000 убитыми и 10 000 пленными против 200 танков, 4000 убитыми и 12 000 ранеными у Ирана. Иран захватил и значительные трофеи.
В апреле 1982 года повстанцы Демократической партии Иранского Курдистана при поддержке Ирака попытались вернуть контроль над провинцией, но сумели взять лишь 4 города. В течение двух месяцев иранские войска численностью около 80 000 человек при поддержке танков, вертолётов и артиллерии вновь выбили боевиков ДПИК в горы. Из-за необходимости использования солдат для сельскохозяйственных работ наступление правительственных войск было остановлено.

### Освобождение иранской территории

Схема операции «Бейт аль-Мукаддас»

30 апреля 1982 года Иран начал операцию «Бейт аль-Мукаддас» (с перс. — «священный город») по взятию Хорремшехра и освобождению провинции Хузестан. В операции с иранской стороны были задействованы около 200 000 человек, 1000 танков, 600 артиллерийских орудий и примерно 100 вертолётов. Ради усиления группировки, участвовавшей в наступлении, Иран отозвал войска с советской, пакистанской и афганской границ. Иранские ВВС, испытывавшие хронический дефицит запчастей и не считавшиеся командованием политически благонадёжными, принимали в операции лишь ограниченное участие. Тегеран делал ставку на зенитно-ракетные комплексы Hawk, стянутые им к линии фронта. В распоряжении Ирака имелось лишь около 65 000 солдат, 500 танков и примерно столько же артиллерийских орудий. Примерно половину своих сил иракцы сконцентрировали в Хорремшехре. Иракские ВВС, в отличие от иранских, были готовы оказать войскам поддержку с воздуха.
На рассвете 30 апреля иранские парашютисты высадились в иракском тылу за рекой Карун. По понтонным мостам иранские войска пересекли реку и разделились, чтобы не дать обозначить основное направление наступления. Иракское командование не смогло своевременно отреагировать на начало иранской операции и выработать тактику обороны. На вопрос командующего 3-м армейским корпусом генерала аль-Кадхи, как ему следует организовать оборону, начальник иракского генштаба генерал Шамшаль ответил: «Не знаю. Вы командир — вам и решать». 3-й армейский корпус перешёл к эластичной обороне.
В ночь на 8 мая Иран начал вторую фазу наступления. В результате боёв с имевшим численное превосходство противником иракские 6-я и 9-я бронетанковая дивизии отступили от Сусенгерда к границе. Остатки 9-й бронетанковой дивизии были отправлены в резерв, её командующий генерал Тала ад-Дури, пользовавшийся доверием Саддама Хусейна, в последний момент был отозван в Багдад. Его преемник на посту командующего генерал Камаль Латиф был впоследствии обвинён в поражении и расстрелян. 12 мая иранские войска достигли Хорремшехра. В ночь на 20 мая во время артиллерийской подготовки иранские парашютисты высадились в иракском тылу и уничтожили иракский понтонный мост через реку Шатт-эль-Араб, таким образом отрезав гарнизон Хорремшехра от подкреплений. 22 мая иранские войска после двух суток атак сумели прорвать иракскую линию обороны — так называемую «персидскую стену» — и ворваться в город. Иракский гарнизон, практически не имевший боеприпасов, сдался. Остатки иракских частей пытались прорваться к реке Шатт-эль-Араб, но понесли большие потери. Иракские ВВС, пытавшиеся атаковать иранскую пехоту, от огня ПВО потеряли порядка 30 самолётов. 24 мая 1982 года Иран объявил о взятии Хорремшехра. Ирак потерял около 8000 убитыми, 15 000 ранеными, 19 000 пленными и 250 танков. Потери Ирана, в свою очередь, составили не менее 12 000 убитыми, 25 000 ранеными и 400 танков. 28 мая 1982 года иранские войска на волне собственных успехов попытались взять Касре-Ширин, но столкнулись с упорным сопротивлением иракцев.
С освобождением Хорремшехра Иран вернул под контроль около 90 процентов захваченной Ираком территории.

### Неудавшееся перемирие

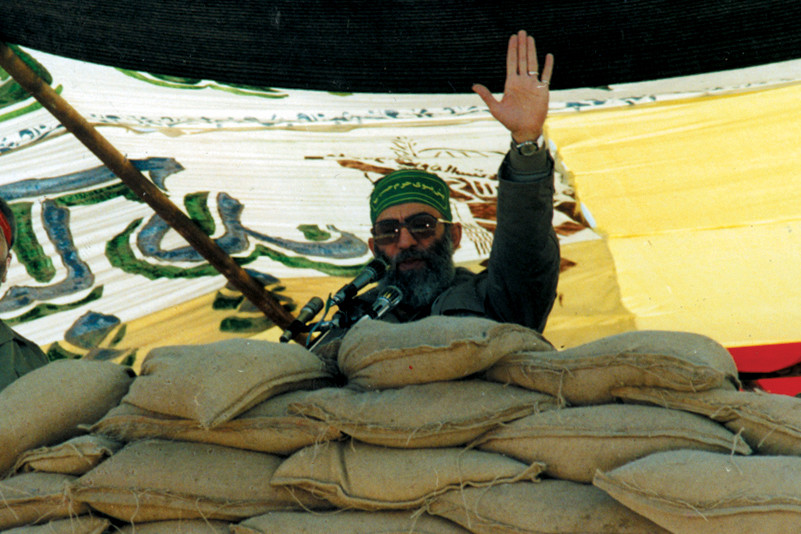
Президент Ирана Али Хаменеи выступает на фронте

Падение Хорремшехра означало конец захватническим амбициям Багдада. Иранские войска теперь угрожали Басре. Вслед за поражением в иракском командовании последовали перестановки: был, в частности, смещён начальник генштаба генерал Шамшаль. В ходе военного трибунала в Басре перед судом предстали 20 офицеров, из них 10, в том числе командиры 3-го армейского корпуса генерал аль-Кадхи и 9-й бронетанковой дивизии генерал Камаль Латиф, были приговорены к смертной казни. Для поддержки режима в глазах шиитского и курдского населения Саддам Хусейн начал реконструкцию шиитских мавзолеев в Наджафе и Кербеле и повысил ряд шиитских и курдских офицеров. Ирак также выпустил облигации государственного займа с целью профинансировать крупные строительные проекты в Иракском Курдистане и создать фонд выплат семьям жертв войны.
6 июня 1982 года Израиль вторгся в Ливан, что Багдад попытался использовать для заключения перемирия. На пресс-конференции Саддам Хусейн заявил о готовности вывести войска из Ирана и отправить их в Ливан для борьбы с Израилем. Спикер иранского парламента Акбар Хашеми Рафсанджани в ответ предложил Ираку пропустить в Ливан иранские войска. 10 июня Ирак объявил одностороннее прекращение огня и согласился вернуться к границе, установленной по Алжирскому соглашению от 1975 года, и признать себя агрессором, а также пропустить иранские войска в Ливан. Тем не менее, на другие требования, предъявляемые Тегераном, — отставку Саддама Хусейна и возвращение в Ирак 100 000 шиитов, изгнанных в Иран перед войной — Багдад не согласился. В случае отказа Ирана от перемирия Саддам Хусейн при поддержке своих арабских союзников предполагал вести войну на истощение. Иракское командование полагало, что Иран, также понёсший значительные потери, не способен развернуть крупномасштабное наступление вглубь Ирака. Посредником в перемирии согласился выступить король Саудовской Аравии Фахд, пообещавший выплатить Ирану 50 миллиардов долларов в случае заключения им мира. Иран поднял планку до 150 миллиардов, надеясь сторговаться на 100 миллиардах, однако оскорблённый король вышел из переговоров и передал Ираку высокоточные авиационные боеприпасы.
20 июня 1982 года президент Ирака Саддам Хусейн отдал приказ о выводе иракских войск из Ирана. 29 июня Багдад объявил, что последний иракский солдат покинул территорию Ирана. Обеспокоенный своими пошатнувшимися политическими позициями, Саддам созвал съезд правящей партии «Баас» и устранил ряд своих политических противников, в том числе министра здравоохранения Ибрагима Хусейна, призывавшего к его отставке. Вывод войск из Ирана Саддам Хусейн обосновывал необходимостью лишить Тегеран оснований для продолжения войны. Если же Иран вторгнется в Ирак, полагал президент Ирака, то в глазах мировой общественности Хомейни предстанет агрессором, а в конфликт на стороне Ирака вмешаются сверхдержавы.
Мирная инициатива Багдада была неоднозначно встречена Тегераном. Большая часть иранского руководства поддержала предложение, аятолла Хомейни колебался. Против перемирия выступил лишь Акбар Хашеми Рафсанджани, призывавший к исламской революции в Ираке. Более того, он указал на неполный вывод иракских войск: под контролем Ирака осталось несколько перевалов на границе. Рафсанджани активно поддерживал продолжение войны и в конце концов одержал верх, заручившись поддержкой Хомейни. 12 июля 1982 года Совет Безопасности ООН принял резолюцию 514, призывавшую к немедленному прекращению столкновений. Тегеран, в отличие от Багдада, не согласился на её условия и вновь призвал иракцев свергнуть Саддама Хусейна.

### Вторжение Ирана в Ирак

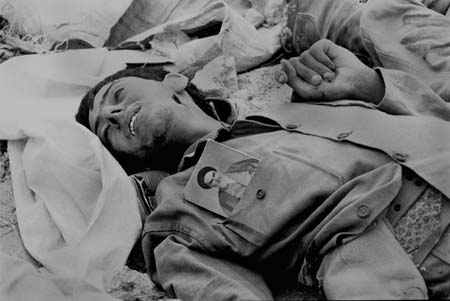
Убитый иранский ополченец. На груди видно фото аятоллы Хомейни

План иранского вторжения в Ирак, разработанный летом 1982 года, предусматривал захват важных экономических центров Ирака — Басры и Киркука, после чего иранские войска при поддержке шиитского населения должны были бы развернуть наступление на Багдад. В случае его неудачи предполагалось отступить к Басре, создать там правительство, подконтрольное Ирану и ожидать свержения Саддама Хусейна. Для проведения операции иранское командование выделило 18 дивизий (из них 3 бронетанковых), наступавших к северу от Басры и у Касре-Ширина. Иран имел численное превосходство над Ираком, однако иракцы располагали 1000 танками против иранских 800 и 900 артиллерийскими орудиями против 600.
13 июля 1982 года Иран начал операцию «Рамадан». Около полуночи 30-я и 88-я бронетанковые дивизии пересекли реку Шатт-эль-Араб и к рассвету сумели продвинуться на 15 км вглубь иракской территории к северу от Басры, однако в результате иракской контратаки и бомбардировки с воздуха были вынуждены отступить. В ночь на 17 июля иранские танки попытались взять деревню Эль-Курна и перерезать шоссе Багдад—Басра, однако иракцы заманили противника в болотистую местность, где атаковали завязшие танки с флангов. Иранские части вновь отступили. 17 июля в годовщину прихода партии «Баас» к власти в Ираке иракские войска попытались овладеть Касре-Ширином, но понесли большие потери и отступили. Вслед за этим иранцы вновь пошли в атаку, теперь силами пехоты, но 23 июля вновь были отброшены на исходные позиции иракцами, умело использовавшими местный ландшафт. Тем временем иракские повстанцы, действовавшие при поддержке Тегерана, взорвали в Багдаде заминированный автомобиль, в результате чего погибло 20 человек. 31 июля Иран прекратил наступление, потеряв около 12 000 человек убитыми и 300 танков. Ирак, в свою очередь, понёс потери в 5000 человек и 150 танков. Боевой дух иранцев из-за недавних чисток в армии и постоянных конфликтов между армией и КСИР был низок.
12 августа 1982 года Ирак объявил о закрытии для судов северной части Персидского залива вблизи острова Харк, надеясь путём уничтожения иранских танкеров склонить Тегеран к перемирию. Багдад также надеялся заставить Иран в качестве ответной меры перекрыть Ормузский пролив, что вызвало бы вмешательство в конфликт сверхдержав. Однако Иран отказался от блокады пролива и установил собственную запретную зону на 60 морских миль от иранского побережья. С 15 августа иракскую зону патрулировали самолёты МиГ-23 и Су-22, а также вертолёты Super Frelon. К концу 1982 года иракские ВВС нанесли серьёзный урон 8 судам, а ещё 6 легко повредили. В сентябре иракские ракетные катера совершили ряд атак на иранские конвои. Для борьбы с иранскими судами Ирак даже рассматривал возможность создания морских баз в Сомали, Джибути и Северном Йемене, однако под давлением стран Запада переговоры окончились неудачей. Кроме того, иракские самолёты регулярно бомбили нефтяной терминал на острове Харк и иранские нефтяные платформы в Персидском заливе. Несмотря на усилия иракцев, иранский нефтяной экспорт практически не пострадал. Без особых успехов продолжались и налёты иранских ВВС на объекты иракской инфраструктуры.

### Иранское наступление выдыхается
1 октября 1982 года иранские войска в составе 60 000 солдат, 300 танков и 300 артиллерийских орудий развернули наступление у Касре-Ширина. На этом участке фронта у Ирака имелось 36 000 человек, 400 танков и 400 орудий, кроме того, иракские ВВС были готовы оказать им поддержку, в отличие от иранских. За ночь иранцам удалось продвинуться на 10 км вглубь иракской территории, однако днём 1 октября они были контратакованы иракской пехотой при поддержке танков. Не располагая поддержкой танков, находившихся в тылу, иранцы отступили. 2 октября иранцы вновь попытались атаковать, но иракские части применили против них слезоточивый газ CS, которым располагали в больших количествах. Ирак также активно задействовал собственные ВВС. В ночь на 6 октября иранские войска попытались взять город Мандали, но безуспешно. Наступление провалилось: иранцам не удалось занять ни Ханакин, ни Мандали, потери составили 6000 убитыми против иракских 2000. Обеспокоенный ходом войны, председатель иранского парламента Рафсанджани предложил аятолле Хомейни возобновить иранскую ядерную программу, начатую ещё при шахе, и 19 октября получил на это согласие.
Не имея возможности развернуть крупномасштабное наступление, с 27 октября Ирак начал ракетные обстрелы иранских городов. 1 ноября 1982 года Иран начал наступление на Эль-Амару. От тактики «живых волн» в этот раз иранское командование приняло решение отказаться. Части КСИР прорвали иракские линии обороны и захватили шоссе Мусиан—Дехлоран. 6 ноября наступление продолжилось: иранцам удалось продвинуться вглубь Ирака и захватить два нефтяных месторождения. В ходе неудачной контратаки иракцы потеряли порядка 70 танков. Из-за начавшегося сезона дождей иранское наступление было остановлено. Иран потерял 4000 убитыми против 3000 убитых и 3500 пленных у Ирака.
В сентябре 1982 года вновь обострился конфликт в Иранском Курдистане, вызванный стремлением Ирана установить контроль над шоссе Секкез—Пираншехр, которое повстанцы использовали для транспортировки оружия из Ирака. Правительственные войска сумели установить контроль над частью шоссе, но под контролем боевиков осталось ряд населённых пунктов. В конце ноября из-за наступления зимы наступление прекратилось.
В конце 1982 года фронт стабилизировался.

## 1983 год: война на истощение

### Операция «Перед рассветом»

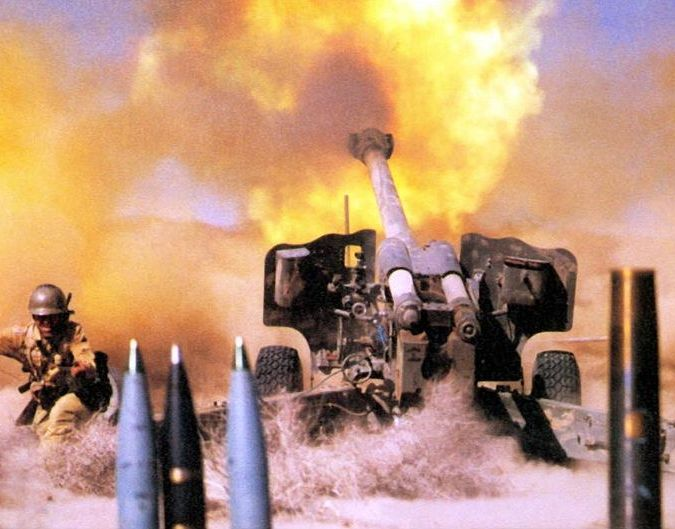
Иранская гаубица Д-20 ведёт обстрел иракских позиций

Зимой 1982 года и Иран, и Ирак активно готовились к обороне. Иракские строительные части создавали глубокую сеть траншей и укреплений, в том числе подземных, расширяли существующую дорожную сеть, сооружали склады в непосредственной близости от линии фронта. Продолжались работы на оборонительной линии в районе Басры: в частности, был наполнен водой канал, служивший препятствием для иранской бронетехники. Ирак дополнительно сформировал 4 дивизии и 3 бригады, для обороны полуострова Фао был создан 5-й армейский корпус. Для иракских солдат были сооружены комфортабельные казармы с молельными комнатами и телевизорами, для фронтовых частей вводились гарантированные отпуска. Иран также предпринимал усилия по строительству укреплений, но в гораздо меньшем масштабе, так как иранское командование надеялось на скорое продолжение наступления. В январе 1983 года Тегеран предложил Багдаду заключить мир при условии полного вывода иракских войск из Ирана. Саддам Хусейн отверг эту инициативу, но заявил о готовности лично встретиться с аятоллой Хомейни для переговоров. Под давлением Рафсанджани иранское руководство отказалось от встречи и приняло решение начать новое наступление в направлении Эль-Амары.
В ночь на 7 февраля иранские войска попытались прорвать иракскую оборону, но столкнулись с упорным сопротивлением и отступили. На руку иракцам играли сеть укреплений, умелое использование ландшафта и распутица, вызванная сезоном дождей. Вторая волна наступления также закончилась неудачей для иранцев. На закате 9 февраля Иран бросил в бой 92-ю бронетанковую дивизию, которой наконец удалось прорвать оборону противника. В ходе танковых боёв с иракскими Т-72, действовавшими при поддержке вертолётов и артиллерии, иранцы потеряли более 100 Т-59 и «Чифтенов» против иракских 60. 11 февраля наступление было остановлено. Иран потерял 5000 убитыми и 1000 пленными против 2000 убитых у Ирака. Иранские пленные были проведены по улицам Багдада. Из-за провала крупномасштабной наступательной тактики Иран был вынужден перейти к войне на истощение путём регулярных артиллерийских обстрелов, диверсий и редких вылазок.

### Операция «Рассвет»
10 апреля 1983 года Иран начал операцию «Аль-Фаджр» (с перс. — «рассвет»). 3 иранские дивизии при поддержке артиллерии вновь развернули наступление на Эль-Амару и смогли занять ряд высот. Иракцы отступили на 5 км к границе и начали ракетные обстрелы Дизфуля и Шуша. В мае—июне 1983 года Багдад вновь предлагал Тегерану заключить перемирие, но получил отказ. Тем временем иранское командование решило нанести удар в Иракском Курдистане, однако перед этим необходимо было зачистить провинцию Иранский Курдистан от местных повстанцев. Для проведения операции было выделено порядка 120 000 солдат, 400 танков и 300 орудий, в то время как число боевиков Демократической партии Иранского Курдистана (ДПИК) не превышало 20 000 человек. К июню 1983 года иранские войска под командованием генерала Ширази контролировали практически всю территорию провинции.
22 июля началась операция «Аль-Фаджр-2», имевшая целью вторжение в Иракский Курдистан и захват города Равандуз. Части КСИР при поддержке 28-й мотопехотной дивизии и боевиков Демократической партии Курдистана братьев Барзани сумели продвинуться на 15 километров вглубь иракской территории. Активное сопротивление иранцам оказывали бойцы ДПИК, отступившие в Ирак. 24 июля на курдский фронт прибыли Саддам Хусейн и министр обороны Ирака Аднан Хейраллах, под непосредственным руководством которого иракцы контратаковали при поддержке ударной авиации. К 27 июля фронт удалось стабилизировать.
30 июля 1983 года Иран начал операцию «Аль-Фаджр-3», предполагавшую наступление на 100-километровом участке фронта в районе шоссе Мехран—Дехлоран силами 5 дивизий. Иракцы нанесли упреждающий удар по иранским частям, но под огнём противника отступили. Иранская пехота при поддержке танков и парашютистов регулярно пыталась прорвать иракскую оборону, и 2 августа иракцы отступили на 5 км вглубь территории Ирака. При поддержке авиации и 12-й бронетанковой дивизии иракскому 4-му армейскому корпусу к 10 августа удалось остановить наступление Ирана. Иранцам удалось занять ряд высот у шоссе, но они не смогли взять Мехран. Продолжались иракские обстрелы иранских городов.
В ночь на 20 октября 1983 года иранское командование возобновило наступление в Иракском Курдистане, получившее название «Аль-Фаджр-4». Основной её целью ставился захват Пенджвина, где находился штаб боевиков ДПИК. К вечеру 22 октября иранские войска, двигавшиеся от границы, достигли Пенджвина, но не смогли взять город с налёта. В ходе последовавшей контратаки 1-й армейский корпус при поддержке авиации смог зайти иранцам во фланг и отбросить их к границе. 6 ноября, воспользовавшись отсутствием у иракцев поддержки с воздуха из-за плохой погоды, части КСИР взяли Пенджвин и двинулись к Сулеймании. Применив горчичный газ, иранцев удалось отбросить к Пенджвину. В середине ноября из-за наступления зимы иранское наступление было остановлено. В ходе операции иранцам удалось занять несколько сотен квадратных километров иракской территории.
Тяжёлые потери, понесённые иранскими войсками в ходе серии операций «Аль-Фаджр», делали наступление на Багдад невозможным. Ведение наступлений осложняло отсутствие авиаподдержки, недостаточное снабжение и недостаток современного вооружения, а также конфликты между регулярной армией и КСИР.

## 1984 год: тотальная война

### Битва за болота

Схема операции «Хайбар»

По состоянию на январь 1984 года под контролем иракских войск оставалось лишь нескольких десятков квадратных километров иранской территории. Иран, в свою очередь, был не в состоянии развернуть наступление ни на одном из важнейших направлений — Басра, Багдад, Иракский Курдистан, поэтому иранский генштаб принял решение нанести удар по нефтяным месторождениям в болотистой местности к юго-западу от Басры. 12 февраля 1984 года Иран развернул отвлекающее наступление в Иракском Курдистане в районе перевала Носуд. Иранским войскам удалось продвинуться на 15 км в направлении Халабджи, прежде чем они были остановлены иракцами. Иракское командование вскрыло замысел противника и не стало перебрасывать подкрепления в провинцию. 16 февраля иранцы начали наступление на Эль-Кут, получившее название «Аль-Фаджр-5», но прорвать иракскую оборону не смогли. 21 февраля началась операция «Аль-Фаджр-6», в рамках которой иранская мотопехота предприняла безуспешную попытку захватить город Али-эль-Гарби в 25 км от границы.
22 февраля 1984 года Иран начал операцию «Хайбар», имевшую целью захват месторождения Меджнун и части шоссе Багдад—Басра. Район месторождения населяли болотные арабы, исповедовавшие шиизм и негативно настроенные по отношению к Багдаду. Часть болот иракцы затопили, и, сочтя зону непроходимой, выделили на оборону лишь незначительное число солдат. В ночь на 23 февраля под прикрытием тумана северная группа иранских частей высадились на берег и, не встречая сопротивления, закрепились в районе деревни Эль-Курна. Тем временем южная группа иранских сил наступала к югу от островов Меджнун. Несмотря на тяжёлые потери, бойцам КСИР удалось прорвать трёхкилометровый участок иракской обороны. Центральная группа высадилась на островах и захватила их. Иракская мотопехота при поддержке танков Т-62, артиллерии и ударных вертолётов контратаковала и ликвидировала иранский плацдарм у Эль-Курны, однако танки завязли и под огнём противника были уничтожены экипажами. Иран продолжал наступать, и 29 февраля иранцы бросили в бой последний резерв — 3 пехотные дивизии, которые при поддержке бронетехники атаковали застигнутых врасплох иракцев. По приказу министра обороны Ирака Аднана Хейраллаха против иранских солдат был применён табун и электрический ток, подведённый к воде. Иранские части в беспорядке отступили.
Под контролем Ирана оставались лишь острова Меджнун. 25 февраля, Ирак попытался осуществить на острова десант с вертолётов, однако 8 транспортных Ми-8 были уничтожены иранской ПВО. Иранская контратака на другом участке фронта привела к потере нескольких вертолётов AH-1J «Кобра». В следующие дни Иран пытался по воздуху привезти подкрепления на Меджнун, остров удалось удержать лишь ценой катастрофических потерь иранской авиации в воздушных боях. Из 50 иранских вертолётов иракская авиация сбила 49, и только лишь одному удалось достичь острова. 12 марта 1984 года «сражение за болота» завершилось. Иран потерял около 20 000 убитыми, 30 000 ранеными и 1000 пленными против 3000 убитых и 9000 раненых у Ирака, однако Ираку удалось сохранить контроль над месторождением, чьи запасы составляли одну шестую нефтяных запасов Ирана.
После операции «Хайбар» фронт стабилизировался: ни одна сторона не вела крупномасштабных наступлений, ограничиваясь артиллерийскими дуэлями и редкими стычками. 18 октября 1984 года Иран начал операцию «Аль-Фаджр-7» в районе Мехрана, однако иранцы вскоре были отброшены Ираком, которому удалось взломать иранские шифры.

### «Война городов» и «танкеров»

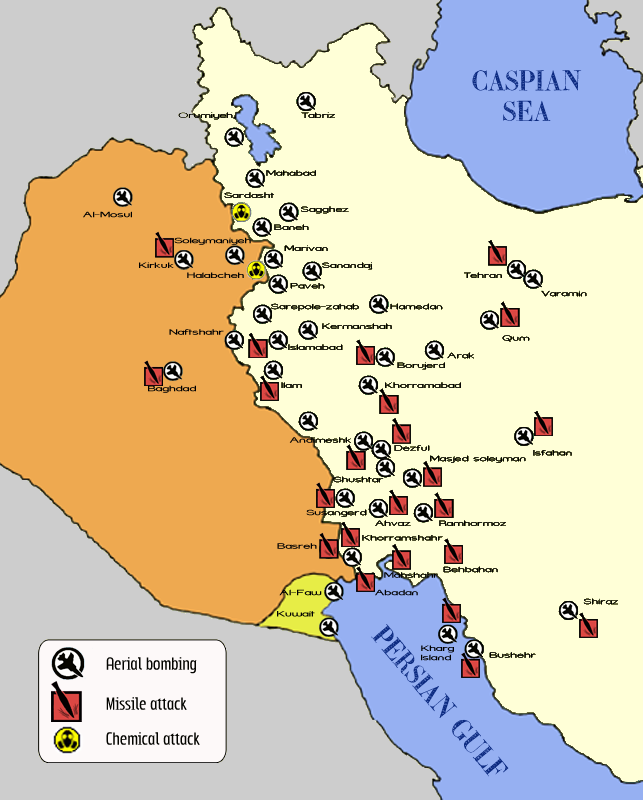
Основные цели «войны городов»

В условиях невозможности развернуть широкомасштабное наступление Багдад принял решение начать бомбардировки иранских городов с целью снизить боевой дух иранцев и заставить Тегеран подписать перемирие. 1 февраля 1984 года Ирак назвал целями 11 иранских городов, а 12 февраля произвёл обстрел Дизфуля ракетами Р-17. Вслед за этим Иран и Ирак обменялись серией бомбардировок городов. Из-за удалённости иранских населённых пунктов от линии фронта Ирак не применял артиллерию. Иран, в свою очередь, не располагал ракетами и мог использовать авиацию лишь крайне ограниченно. В конце февраля Саддам Хусейн вновь предложил Ирану сесть за стол переговоров, однако это предложение было отвергнуто. В начале марта иракские бомбардировщики Ту-22 нанесли бомбовые удары по Тегерану, Исфахану и Куму. В ходе рейда было потеряно 3 самолёта, что вынудило иракские ВВС прекратить бомбардировки. Осознав провал «войны городов», иракское командование приняло решение атаковать танкеры, заходящие в иранские порты. Для этих целей Ирак выделил 5 истребителей-бомбардировщиков Super Etendard, взятых в лизинг у Франции и вооружённых новейшими противокорабельными ракетами Exocet.
В ночь на 25 февраля 1984 года 4 иракских «Этендара» осуществили налёт на иранскую АЭС Бушер, выпустив ракеты «Экзосет» на расстоянии 30 км от цели. Комплекс получил незначительные повреждения. В дальнейшем иракские ВВС ещё 6 раз бомбили станцию, сумев нанести ущерб более чем на 4 миллиарда долларов и на некоторое время приостановить её строительство. 27 марта «Этендары» нанесли первый удар по танкерам, заходившим в иранские порты. К концу 1984 года иракским самолётам удалось поразить 45 иностранных судов, из них 14 — потопить или повредить без возможности восстановления. Из-за налётов и вызванного ими удорожания судовой страховки для танкеров, заходивших в иранские порты, Иран был вынужден сократить нефтяной экспорт и снизить цену на нефть, таким образом понеся финансовые потери. Атакам подверглись и несколько саудовских танкеров. В начале мая иранские «Фантомы» в знак протеста против поддержки Ирака монархиями Персидского залива атаковали кувейтские и саудовские суда к северу от побережья Бахрейна, однако, не располагая противокорабельными ракетами, иранские самолёты причинили лишь незначительный ущерб. В ответ Саудовская Аравия при поддержке США объявила о создании бесполётной зоны в районе иранского побережья, получившей название «линия Фахда». Иранские самолёты несколько раз нарушали бесполётную зону, но уклонялись от прямого столкновения с саудовскими ВВС. 5 июня 1984 года саудовские F-15 тяжело повредили один иранский «Фантом», который был вынужден вернуться на базу.
Затишье на фронте и Иран, и Ирак использовали для модернизации ВВС. Новый командующий иракскими ВВС генерал Хамид Шабан сделал упор на закупке истребителей и истребителей-бомбардировщиков: в частности, в Ирак стали поступать Су-25. Шабан также предложил использовать имевшиеся у Ирака истребители Mirage F1 в качестве бомбардировщиков. В иранских ВВС руководство сменилось на более политически благонадёжное. В полном объёме были восстановлены тренировочные полёты, курсантов стали отправлять на учёбу в ГДР и Пакистан. Более того, иранцам удалось взломать компьютерную систему учёта запчастей, которой до революции заведовали американские техники. Это позволило воспользоваться обширными запасами запчастей, имевшимися на иранских складах. Значительное количество запчастей и боеприпасов Иран также закупил на чёрном рынке, что позволило довести число боеспособных истребителей до 140. Заполучив ракеты AGM-65 Maverick, иранские ВВС смогли наносить бо́льший ущерб арабским танкерам. Иракские самолёты в свою очередь продолжали бомбардировки нефтяного терминала на острове Харк. 27 июля 1984 года в ходе одной из таких бомбардировок был сбит иракский Super Etendard.

## 1985 год: «год лётчика»

### Вторая битва за болота

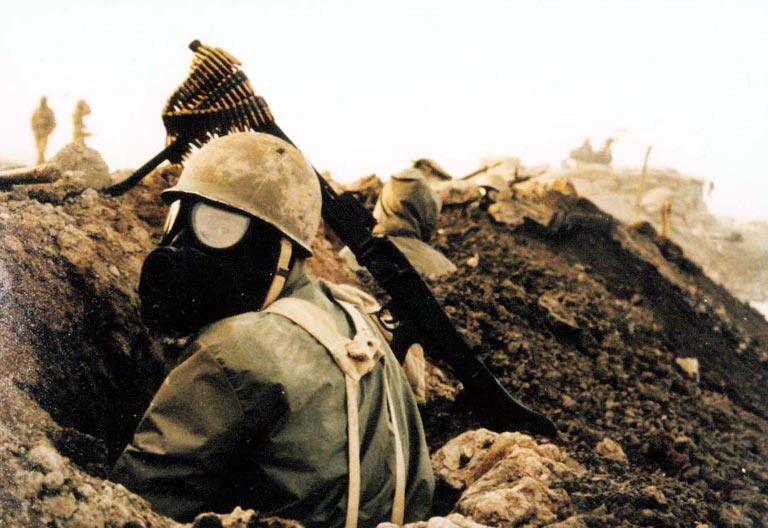
Иранский солдат в противогазе

27 января 1985 года Ирак развернул наступление в районе нефтяного месторождения Меджнун. 4 иракских дивизии атаковали иранские позиции к северу и югу от островов Меджнун, в то время как 2 бригады спецназа после артподготовки осуществили высадку на острова. В ходе иранских контратак иракцы были вынуждены отступить с северного острова, однако сумели закрепиться на южном. 31 января иракские войска начали наступление в районе Касре-Ширина, но вскоре были отброшены Ираном, понёсшим большие потери. 12 февраля началось новое иракское наступление, теперь в направлении Мехрана. Иракцам удалось продвинуться на 7 километров вглубь иранской территории.
В условиях недавнего иракского наступления в районе Меджнуна Иран принял решение провести контрнаступление на этом же участке фронта, получившее название «Бадр». Иранское командование вело к нему активную подготовку: в частности, снабдило части, принимавшие участие в операции, противогазами и противотанковыми ракетами, провело ряд учений. В ночь на 12 марта 1985 года три мотопехотные дивизии и три дивизии КСИР при поддержке артиллерии развернули наступление в направлении реки Тигр. В районе болот Ирак имел лишь 35-ю пехотную дивизию, которая в условиях численного превосходства противника отступила к реке. Иранцы захватили большое количество пленных. Днём 12 марта иранские части по понтонным мостам переправились через Тигр и заняли мост через Евфрат. В тот же день части КСИР, оборонявшие острова Меджнун, переправились на другой берег болота и выбили иракцев с занимаемых ими позиций. В ходе иракской контратаки, осуществлявшейся при поддержке танков, авиации и артиллерии, 22 марта иранцы отступили, потеряв около 10 000 убитыми, 2000 пленными, а также примерно 100 танков. Ирак, в свою очередь, потерял 2000 убитыми и столько же пленными, 100 танков, 11 вертолётов и 4 самолёта. Ирак также применил химическое оружие.
14 июня 1985 года иранские войска начали операцию «Аль-Кудс» (с перс. — «Иерусалим»), развив наступление к северу от островов Меджнун. Одной из иранских частей удалось достигнуть реки Тигр, однако вскоре иранцы были отброшены на исходные позиции. Наступление не достигло успеха. В течение года на данном участке фронта имели место ожесточённые столкновения. 19 июня Иран начал операцию «Аль-Кудс-2» в районе Касре-Ширина и сумел нанести урон иракским укреплениям. 20 июня иранские войска развернули очередное наступление на Басру, получившее название «Фатх» (с перс. — «победа»), однако не сумели прорвать иракскую оборону и быстро отступили. Без особых успехов продолжались стычки в районе Мандали («Аль-Кудс-4», 26 июля—7 августа), Мехрана («Аль-Кудс-6», конец сентября), Касре-Ширина (октябрь). Начало сезона дождей заставило Иран на время отказаться от наступательной тактики.

### «Война городов» продолжается

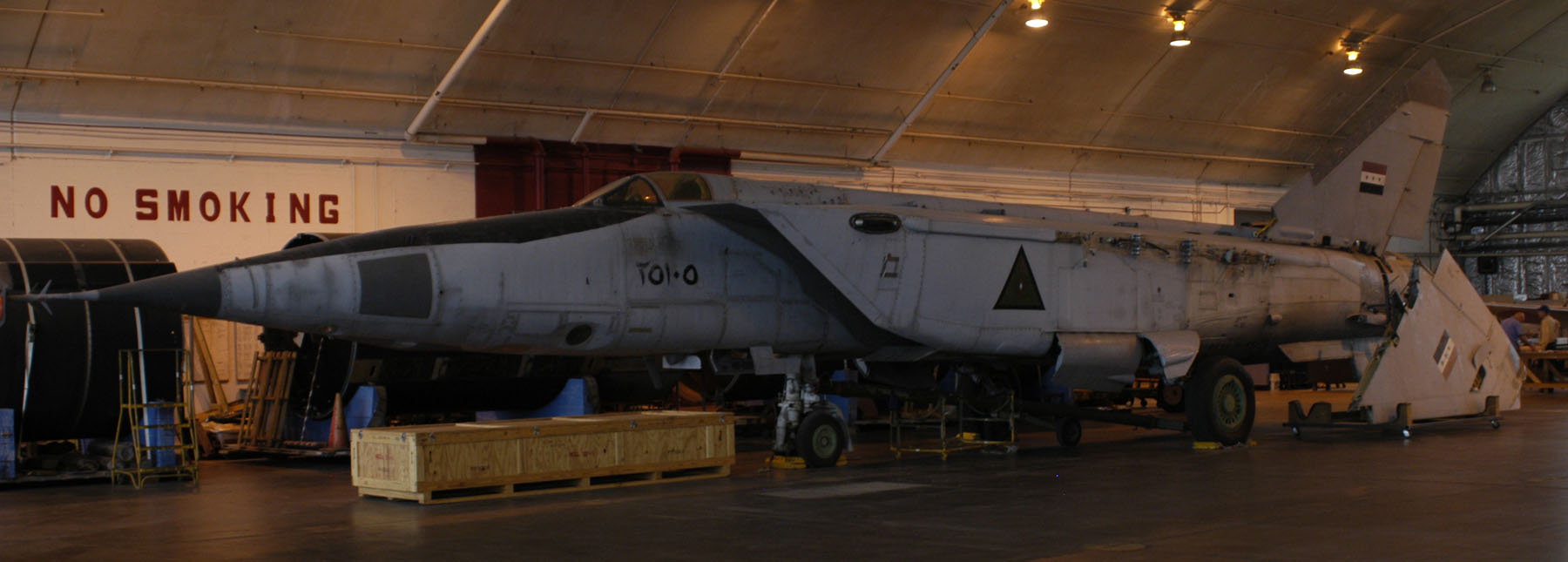
МиГ-25 ВВС Ирака

Одновременно с началом операции «Бадр» Ирак возобновил бомбардировки иранских городов, однако теперь их основной целью ставилось уничтожение экономического потенциала Ирана. 25 марта 1985 года Иран впервые обстрелял Багдад ракетами Р-17, полученными из Ливии. В условиях малопригодности иракских Ту-22 для нанесения бомбовых ударов по Тегерану для этих целей были приспособлены перехватчики МиГ-25, ежедневно осуществлявшие ночную бомбардировку столицы Ирана. И иранские, и иракские ВВС продолжали наносить удары по городам противника. Саддам Хусейн провозгласил 1985 год «годом лётчика». 21 апреля 1985 года Багдад вновь предложил Тегерану заключить перемирие на условиях отказа Ирака от претензий на реку Шатт-эль-Араб, однако Иран снова потребовал отставки Саддама Хусейна и возвращения шиитских беженцев в Ирак, после чего переговоры зашли в тупик. Вскоре после этого бомбардировки усилились: Иран вновь обстрелял Багдад ракетами, иракские Ту-16 осуществили налёт на Тегеран, унёсший жизни 78 человек. К июню обе стороны конфликта практически полностью израсходовали имевшиеся у них запасы ракет, и 15 июня 1985 года при посредничестве генерального секретаря ООН Хавьера Перес де Куэльяра было объявлено о прекращении взаимных обстрелов.

### Конфликт в Иракском Курдистане
В 1985 году лидер Патриотического союза Курдистана (ПСК) Джаляль Талабани расторг перемирие с Багдадом в знак протеста против совместной борьбы Ирака и Турции с боевиками турецкой Курдской рабочей партии, укрывшимися в Иракском Курдистане. Обеспокоенный возможностью нового курдского восстания, Саддам Хусейн предложил сторонникам ПСК амнистию, однако Талабани отказался и с марта 1985 года развернул борьбу как против правительственных войск, так и против своих политических противников: Демократической партии Курдистана во главе с Масудом Барзани и остатками Демократической партии Иранского Курдистана (ДПИК). ДПИК также порвал с Багдадом и пошёл на переговоры с Тегераном. Конфликты между курдскими группировками играли Багдаду на руку.
14 июля 1985 года Иран начал операцию «Аль-Кудс-3», при поддержке боевиков ПСК развернув наступление на Сулейманию, и сумел продвинуться на 30 км вглубь иракской территории в районе Пенджвина. Одновременно иранские войска попытались взять Халабджу, но безуспешно. За две последующие недели иранские войска были отброшены на 10 км. 8 сентября Иран развил наступление на севере Иракского Курдистана, получившее название «Аль-Кудс-5», однако в районе Равандуза иранские войска были остановлены. В сентябре Ирак начал контрнаступление на этом участке фронта, и к 18 сентября фронт стабилизировался.

## 1986 год: тупик

### Захват полуострова Фао

Схема операции «Аль-Фаджр-8»

В январе 1986 года Ирак окончательно вернул контроль над островом Меджнун. В условиях недовольства иранского общества продолжением войны и тяжёлого экономического положения страны Иран решил как можно скорее захватить иракский полуостров Фао, таким образом отрезав Ирак от грузового сообщения по Персидскому заливу и зайдя Басре в тыл. На тот момент иракские ВВС господствовали в воздухе, иранская армия испытывала недостаток танков и надёжного снаряжения, однако ещё обладала значительными человеческими ресурсами. На начало 1986 года к линии фронта было стянуто 1 000 000 иранских солдат, из них 200 000 — подростков из ополчения «Басидж». Иранское командование вело тщательную подготовку к наступлению: в Китае были закуплены понтонные мосты и паромно-мостовые машины, проводились масштабные учения по переправам через реки и высадке. Для проведения наступления Иран выделил порядка 200 000 человек, в то время как Ирак смог выставить на данном участке фронта не более 15 000 солдат из состава 7-го армейского корпуса. Более того, большую часть их составляли соединения второго эшелона — 12-я и 26-я пехотные дивизии. Иракское командование не придало значения концентрации иранских сил в данном секторе, сочтя, что основное иранское наступление пройдёт в районе нефтяного месторождения Меджнун, куда иранцы также стянули значительные силы.
В ночь на 7 февраля 1986 года Иран начал операцию «Аль-Фаджр-8» (с перс. — «Рассвет-8») по захвату полуострова Фао. 12-я пехотная дивизия в условиях ливня при поддержке частей «Басидж» и артиллерии атаковала иракские позиции к северу от Басры. Солдатам дивизии удалось захватить остров Ум-эр-Расас на реке Шатт-эль-Араб, вслед за тем иранцы навели с острова понтонный мост на иранский берег реки. Ещё два моста были наведены на иракский берег. Иранские боевые пловцы высадились на иракский берег и захватили плацдармы для высадки регулярных войск, в то время 3-я бригада морской пехоты при огневой поддержке иранских катеров осуществила высадку на южной оконечности полуострова Фао. В ходе последовавшей контратаки остров Ум-эр-Расас был взят иракцами. Из-за неблагоприятных погодных условий иракские ВВС не имели возможности оказать поддержку с воздуха.
Переправившись через реку, 77-я иранская дивизия двинулась на Басру, но столкнулась с сопротивлением 5-й и 15-й дивизий Ирака и не смогла взять Умм-Каср. 21-я иранская дивизия при поддержке десантников зачищала иракский берег Шатт-эль-Араб. В ходе боёв за Фао иранские коммандос смогли уничтожить радар и разместить на подконтрольной им территории батареи противокорабельных ракет HY-2. 12 февраля, воспользовавшись кратковременным улучшением погоды, Ирак применил химическое оружие, распылив его с самолётов Pilatus PC-7. 26-я иракская пехотная дивизия была разгромлена противником. К 12 февраля Иран полностью захватил полуостров Фао, потеряв 600 человек убитыми и 2000 ранеными против 5000 убитыми и ранеными и 1500 пленными у Ирака.

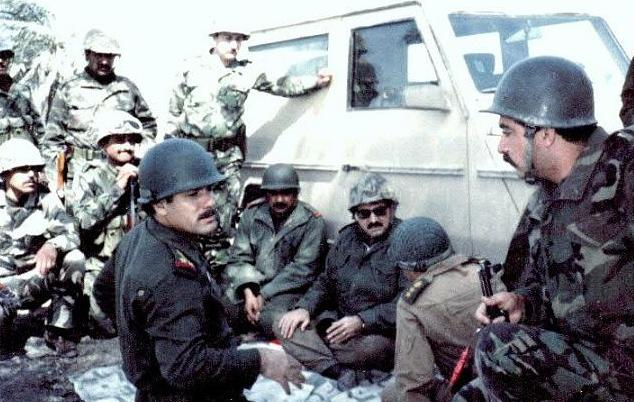
Иракские офицеры во время операции «Аль-Фаджр-8»

14 февраля погода вновь улучшилась, что иракцы использовали для вызова поддержки с воздуха: бомбардировщиков Ту-16 и Ту-22, осуществивших ковровую бомбардировку иранских позиций, вертолёта Super Frelon и 6 истребителей. Один Ту-16 был сбит иранской ПВО. Продолжался массированный артиллерийский обстрел иранских позиций, в том числе с применением химических боеприпасов. К 18 февраля иракское командование осознало, что наступление в районе Фао не является отвлекающим манёвром. На фронт прибыли Саддам Хусейн и министр обороны Ирака Аднан Хейраллах, лично распределившие командование иракскими силами. 21 февраля началось иракское контрнаступление, осложнявшееся распутицей, из-за которой танки вязли в грязи, и использованием солдатами противогазов, ограничивавшими поле обзора. В этих условиях иракские войска двигались со скоростью не более 5 километров в день. Южной колонне иракских войск удалось отбросить иранцев к Фао, однако 23 февраля иракские танки были остановлены иранцами, применившими противотанковые ракеты. За 4 дня иранские войска удалось отбросить на 20 км. Иран решил прекратить наступление. Ирак, в свою очередь, надеялся высадиться на Фао с кувейтского острова Бубиян, однако эмир Кувейта Джабер III при поддержке короля Саудовской Аравии Фахда отказался предоставить иракским войскам доступ на кувейтскую территорию. Этот отказ Саддам Хусейн воспринял как личное оскорбление.
Потеря Ираком контроля над полуостровом Фао вызвала серьёзную обеспокоенность со стороны США и СССР как предвестник возможного поражения Ирака. Победа Ирана в войне крайне осложнила бы ситуацию в Персидском заливе и привела бы к прямому вмешательству в конфликт сверхдержав. 24 февраля 1986 года Совет безопасности ООН принял резолюцию 582, призывавшую к немедленному прекращению огня. Ирак поддержал резолюцию, в то время как Иран отверг её.
В начале марта 1986 года Ирак при поддержке артиллерии и химического оружия вновь развернул наступление в районе Фао. Иракские войска сумели продвинуться лишь на несколько километров, прежде чем были остановлены «живыми волнами» ополченцев «Басидж», однако иракцам удалось уничтожить один из двух понтонных мостов через реку Шатт-эль-Араб. В условиях болотистой местности, дававшей иранцам преимущество в обороне, 13 марта иракское наступление прекратилось. Иран потерял около 10 000 убитыми и 25 000 ранеными против 3000 убитых, 9000 раненых и 1500 пленных у Ирака. Ирак также потерял 60 танков и 50 единиц бронетехники, 40 артиллерийских орудий и 20 самолётов.
В дальнейшем на протяжении 1986 года бои в районе полуострова Фао приобрели позиционный характер.

### Бои в Иракском Курдистане
25 февраля 1986 года Иран начал операцию «Аль-Фаджр-9» в районе Пенджвина, служившую манёвром для отвлечения иракских войск от Фао. 30-я пехотная дивизия Ирана под прикрытием метели и при поддержке оппозиционных курдских боевиков выдвинулась к Сулеймании, в то время как 35-я пехотная дивизия развила наступление на Халабджу. 28 февраля бойцы КСИР достигли Сулеймании. Иранское наступление на Халабджу было остановлено иракскими горными частями, действовавшими при поддержке лояльных Багдаду курдских формирований. В марте Ирак применил в качестве бомбардировщиков имевшиеся у него транспортные самолёты Ил-76, сбросив напалм на иранские позиции на полуострове Фао и в Иракском Курдистане. Налёт повлёк большие жертвы среди оборонявшихся. К 8 марта войска 1-го армейского корпуса Ирака удалось вернуть ряд захваченных территорий в Иракском Курдистане.
В конце апреля 1986 года, воспользовавшись улучшением погоды, Иран возобновил операцию «Аль-Фаджр-9». Целью наступления всё также ставилось отвлечение иракцев от Фао. 23 апреля иранские войска при поддержке курдских повстанцев, ударивших в тыл иракцам, прорвали иракскую оборону в районе Равандуза. 29 апреля в ходе иракской контратаки иранцы были остановлены в нескольких километрах от Равандуза. 15 мая курдская вооружённая оппозиция при поддержке иранских десантников заняла городок Мангеш в районе нефтепровода Киркук—Дёртйол, однако вскоре боевики были выбиты правительственными войсками. 20 мая 1986 года операция «Аль-Фаджр-9» завершилась. Иранским войскам не удалось взять Равандуз.

### Иракское контрнаступление. Операция «Кербела»

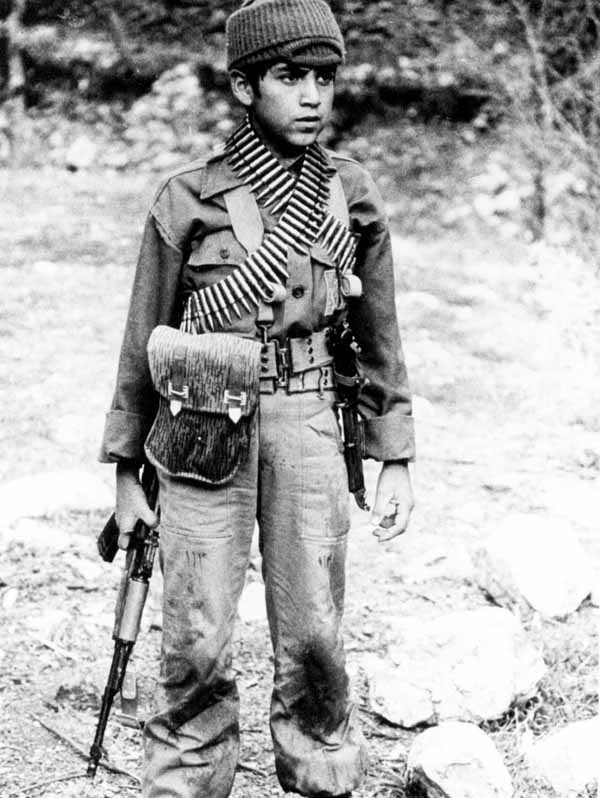
Иранский ополченец

В апреле 1986 года иракское командование начало разрабатывать контрнаступление вглубь Ирана. Удар было решено нанести на центральном участке фронта как наименее охраняемом — в районе Мехрана иранцы имели не более 5000 человек, в то время как Ирак смог выставить до 25 000 солдат, 250 танков и 100 артиллерийских орудий. 14 мая 1986 года войска 2-го армейского корпуса двинулись на Мехран и к 17 мая захватили его. Захватив плацдарм, командующий корпусом генерал Зия Тофик Ибрагим расширил его и перешёл к обороне. Саддам Хусейн предложил Тегерану «обменять» полуостров Фао на Мехран, что было неоднозначно встречено иранским руководством. Принятие решений осложнилось серьёзным ухудшением здоровья аятоллы Хомейни, однако в конце концов сторонники продолжения войны одержали верх и предложили возобновить иранское наступление, чтобы достичь перелома в войне. Заключительный этап «решающего наступления» предполагал взятие шиитской святыни города Кербелы, поэтому операция получила одноимённое название.
30 июня 1986 года Иран начал операцию «Кербела-1» в районе Мехрана. На этом участке фронта иранцы сконцентрировали до 100 000 солдат. Ополчение «Басидж» вновь применило тактику «живых волн», после чего в бой вступили дивизии мотопехоты при поддержке танков и артиллерии. 3 июля Тегеран объявил об освобождении Мехрана. Последовавшая иракская контратака потерпела неудачу: оборона иранцев была усилена 30 ударными вертолётами «Кобра», оказывавшими поддержку с воздуха. К 10 июля Иран вернул под контроль всю захваченную ранее Ираком территорию в районе Мехрана. Командующий 2-м армейским корпусом генерал Зия Тофик Ибрагим был отозван в Багдад и расстрелян. Иран потерял 3000 убитыми и 9000 ранеными против 1000 убитых, 3000 раненых и 1200 пленных у Ирака. Ирак также потерял 80 танков и 6 вертолётов. Тяжёлые потери, понесённые Ираком с начала года, делали невозможным наступления вглубь Ирана. В этих условиях иранское командование приняло решение снова атаковать в Иракском Курдистане. 31 августа 1986 года Иран развернул очередное наступление на Равандуз, получившее название «Кербела-2». Иранские войска достигли Равандуза, но прорвать оборону города не смогли. В ходе иракской контратаки при поддержке ударных вертолётов иранцы были отброшены на 6 км к границе. 7 сентября наступление прекратилось, однако Иран продолжал поддерживать курдских повстанцев, отвлекавших иракские части с фронта.
В ночь на 2 сентября 1986 года началась операция «Кербела-3» по захвату иракской нефтяной платформы, где размещался радар, позволявший контролировать судоходство в устье реки Шатт-эль-Араб. Через несколько дней иранские десантники были выбиты высадившимися на платформу иракцами. Осенью 1986 года имели место отдельные стычки в районе месторождения Меджнун и Касре-Ширина, однако в целом фронт стабилизировался.

### Иранское наступление на Басру

Схема операции «Кербела-4»

Не имея возможности атаковать Багдад, в конце 1986 года иранское командование начало разрабатывать план очередного наступления на Басру. Падение Басры — второго крупнейшего города Ирака — вызвало бы шиитское восстание и свержение Саддама Хусейна, полагал Тегеран. Из-за споров между КСИР и регулярной армией относительно того, как следует вести наступление, оно неоднократно откладывалось. В генеральном штабе возобладала точка зрения о необходимости окружить иракскую группировку, в то время как руководство КСИР выступило за фронтальную атаку. В условиях недостатка времени, вызванного усталостью иранского общества от войны и экономическим кризисом, аятолла Хомейни потребовал закончить войну до праздника Новруз (31 марта 1987 года), и в итоге тактикой операции была выбрана фронтальная атака в полосе 40 км, требовавшая меньше времени. Часть иранских войск должна была переправиться через реку Шатт-эль-Араб в районе Хорремшехра с целью ударить гарнизону Басры в тыл.
Наступление, получившее название «Кербела-4», началось в ночь на 26 декабря 1986 года. Иранские войска (6 дивизий, 6 бригад, 50 тысяч бойцов КСИР и спецподразделения коммандос-аквалангистов), захватив остров Ум-эр-Расас, по понтонным мостам высадились на иракский берег Шатт-эль-Араб. Иранцам не удалось прорвать иракскую оборону с ходу. Вскоре иранский плацдарм на берегу был уничтожен 7-м армейским корпусом Ирака, при поддержке ВВС зашедшим иранцам во фланг. К 27 декабря иранцы были выбиты на исходные позиции, потеряв около 8000 убитыми и 200 пленными против 800 убитых и 2000 раненых у Ирака. Провал наступление обострил борьбу за власть в Тегеране, однако вскоре конфликты были улажены в стремлении достичь победы в войне.

### Кампания в воздухе и на море
Продолжалась «война танкеров» в Персидском заливе: за 1986 год самолётам иракских ВВС удалось повредить 47 танкеров и уничтожить 8. На вооружение Ирака поступили модернизированные ракеты Exocet, применение которых позволило значительно увеличить эффективность боевых вылетов. Интенсивность налётов несколько снизилась во время битвы за Фао в феврале 1986 года, однако с её окончанием они возобновились в полном объёме. Используя узкий коридор между «линией Фахда» и Бушером, иракские самолёты становились лёгкой целью для иранских перехватчиков и несли потери. Несмотря на победы в воздухе, иранские ВВС всё также считались командованием политически неблагонадёжными. В мае—июне 1986 года ВВС Ирака осуществили серию бомбардировок объектов иранской нефтепромышленности и местных аэропортов. 6—7 октября в ходе налёта на нефтяной терминал на острове Харк иракцы потеряли 4 «Миража» (3 сбитыми, 1 от огня ПВО), один МиГ-23 и два Су-22. В октябре—ноябре 1986 года имели место атаки иранских фрегатов типа «Воспер» на иностранные танкеры. В Персидском заливе также начали действовать патрульные катера КСИР.
Действия сторон в 1986 году причинили нефтяной промышленности обеих стран значительный ущерб. Добыча нефти в Иране снизилась на 5 процентов, её экспорт — на 8, в то время как Ирак сумел нарастить добычу и экспорт на 15 и 30 процентов соответственно. Падение цен на нефть и снижение скидок для покупателей нефти стали серьёзным ударом для экономики Ирана.

## 1987 год: перелом

### Осада Басры

Схема операции «Кербела-5»

8 января 1987 года Иран возобновил наступление к востоку от Басры, получившее название «Кербела-5». В районе противотанкового канала иракцы имели глубокую и хорошо укреплённую линию обороны. В ночь на 9 января иранская 92-я бронетанковая дивизия двинулась на позиции 8-й пехотной дивизии Ирака к северу от канала, в то время как части КСИР, переправившись через искусственное озеро, соединённое с каналом, высадились в иракском тылу. К югу от канала в ходе боёв с численно превосходящим противником 11-я пехотная дивизия Ирака была вынуждена отступить на 3 км к Басре. В условиях значительного численного превосходства иранцев иракская контратака провалилась. 8-я иракская пехотная дивизия понесла значительные потери и в беспорядке отступила, её командующий генерал Ибрагим Исмаил сдался в плен. От огня иранской ПВО иракские ВВС потеряли 6 самолётов, в том числе 1 бомбардировщик Ту-16. 11 января с разрешения командующего 3-м армейским корпусом генерала ад-Дури 11-я пехотная дивизия отступила за канал. Иранские войска теперь находились в 16 км от Басры и могли вести её артиллерийский обстрел. Успех иранского наступления повлёк перестановки в иракском командовании: должностей лишились генерал Тала ад-Дури, действовавший без разрешения Саддама Хусейна, и начальник генштаба генерал Дханун. Новый командующий 3-м корпусом генерал Диах эд-Дин Джамаль теперь получал указания лично от Саддама. Президент Ирака вместе с министром обороны Аднаном Хейраллахом и начальником генерального штаба генералом Саладином Азизом, которого назначил сам, посетил фронт и отдал указ об использовании против иранских войск химического оружия.
12 января 1987 года Ирак возобновил «войну городов». Продолжались бомбардировки и ракетные обстрелы иранских городов, 15 февраля ВВС Ирака потеряли один МиГ-25 в районе Исфахана. В ответ Иран возобновил артиллерийские и ракетные обстрелы целей на территории Ирака. Затишье в районе Басры иранское командование использовало для удара по Мандали. Наступление, получившее название «Кербела-6», началось в ночь на 14 января. Иранцам удалось занять ряд высот в районе Мандали, однако в ходе иракской контратаки иранские танки Т-59 и Т-69 понесли от иракских Т-72 большие потери и отступили — сказались как превосходство Т-72, так и малоопытность и низкий боевой дух иранских экипажей. В ряде случаев из-за дефицита снарядов иранские танкисты вообще не вели учебные стрельбы. Иракские танки не смогли развить наступление из-за применения противником противотанковых ракет и отступили. В ходе танковых боёв стороны потеряли около 200 танков.
18 января 1987 года началось иракское контрнаступление в районе Басры, в результате которого к 21 января были ликвидированы два иранских плацдарма у реки Шатт-эль-Араб. 21 января президент Ирака Саддам Хусейн по радио обратился к иранскому народу и предложил заключить перемирие на условиях вывода войск и возврата к довоенным границам, обмена пленными, заключения договора о ненападении и невмешательства Ирана и Ирака в дела друг друга. Несмотря на дипломатические усилия Ирака, пытавшегося использовать СССР и Китай для давления на Тегеран, 23 января иранское руководство отказалось от перемирия. За это время иранцы довели свои силы в районе канала до 150 000 человек, в то время как Ирак смог выставить лишь около 40 000 солдат, однако в распоряжении иракцев имелось порядка 600 танков и 400 артиллерийских орудий. 29 января иранское наступление возобновилось. Ценой больших потерь, понесённых в ходе применения тактики «живых волн», частям КСИР удалось занять позиции в 12 километрах от Басры. В ответ иракцы начали массированный артиллерийский обстрел иранских позиций и применили отравляющие вещества, которые сбрасывали с самолётов Ил-76.

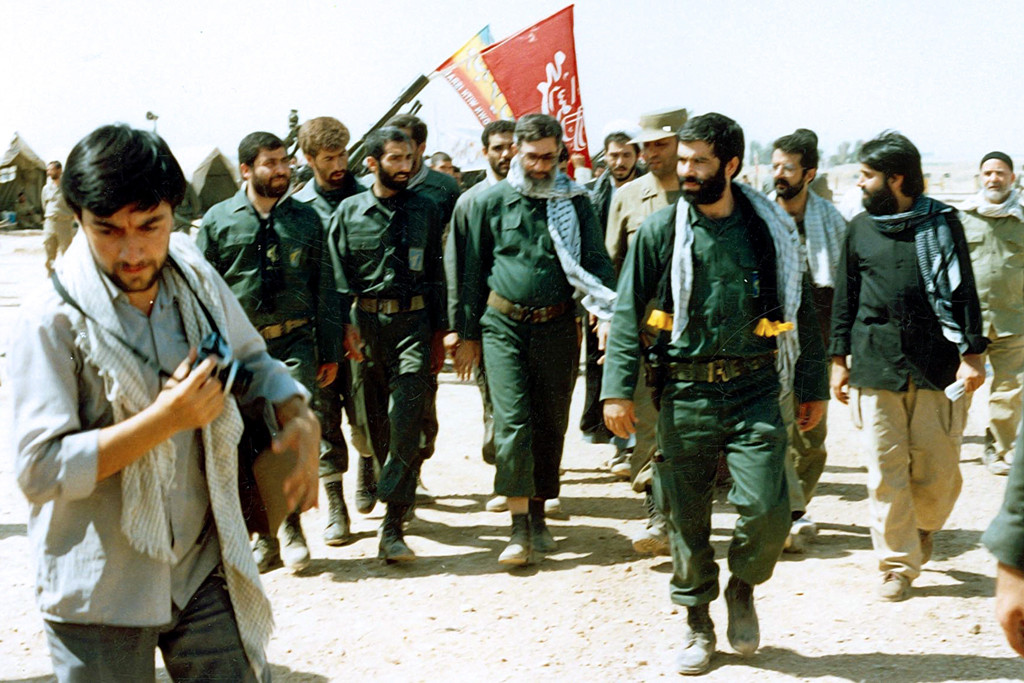
Президент Ирана Али Хаменеи посещает линию фронта

17 февраля иранское наступление продолжилось. Ополченцы КСИР сумели в ряде мест прорвать иракскую оборону, после чего иракские войска отступили к последней линии обороны в 8 км от Басры. Иракская оборона осложнялась бездействием начальника генштаба генерала Азиза, который в условиях иранских успехов проявил нерешительность и растерянность. Непосредственное руководство на линии фронта осуществляли министр обороны Аднан Хейраллах и командующий 3-м армейским корпусом генерал Джамаль. 23 февраля иранцы развернули наступление на последнюю линию иракской обороны, однако благодаря применению танков его удалось остановить. 26 февраля операция «Кербела-5» завершилась. Вместе с наступлением завершилась и очередная фаза «войны городов». Сменился начальник иракского генштаба: на место Азиза пришёл генерал Низар аль-Хазраджи, имевший репутацию умелого стратега и считавшийся креатурой министра обороны. В марте иранские войска готовились к решающему наступлению, однако испытывали трудности со снабжением. 3 марта началась очередное наступление в Иракском Курдистане («Кербела-7»). Иранским войскам удалось продвинуться на 15 км в направлении Равандуза, однако 9 марта по приказу из Тегерана, не желавшего конфронтации с Турцией, наступление было прекращено.
В ночь на 7 апреля Иран возобновил наступление на Басру, получившее название «Кербела-8». Благодаря применения Ираком танков, РСЗО и артиллерии иранцам вновь не удалось прорвать иракскую оборону. 9 апреля Иран впервые применил против иракцев химическое оружие, а именно газ фосген, однако иракские войска понесли минимальные потери. В ответ Ирак применил горчичный газ. 9 апреля началась операция «Кербела-9» в районе Касре-Ширина, имевшая целью отвлечение иракских сил от Басры, однако иракцы не стали высылать подкрепления в этот район. В середине апреля 1987 года иранское наступление на Басру прекратилось. Иран потерял около 40 000 убитыми и 80 000 раненными против 10 000 убитых, 1700 пленных, 150 танков и 10 самолётов у Ирака. 14 апреля Иран развернул новое наступление в Иракском Курдистане («Кербела-10»), но не смог занять ни Сулейманию, ни Халабджу.
Провал иранского наступления на Басру вызывал падение боевого духа иранских частей: имели место антивоенные выступления КСИР, на фронте начались братания. В этих условиях иранское руководство приняло решение вернуться к войне на истощение, продолжив кампанию в воздухе и на море.

### «Война танкеров» продолжается
В апреле 1987 года Иран разместил две батареи противокорабельных ракет HY-2 в районе Ормузского пролива и усилил его патрулирование. При малейшем подозрении иранские корабли открывали огонь по иностранным судам. Продолжались авиаудары иракских ВВС по танкерам: весной 1987 года иракцам удалось повредить 30 судов без возможности восстановления. В дополнение к «Экзосетам» Ирак закупил советские ракеты Х-29 и активно их применял, в том числе для бомбардировок иранских нефтяных платформ в Персидском Заливе. Экспорт иранской нефти снизился на 20 процентов. Силами морских патрулей Иран сумел нанести повреждения порядка 20 судам. Из-за недостатка запчастей и ракет Maverick ВВС Ирана практически не принимали участия в «войне танкеров». Весной 1987 года Иран и Ирак активно вели переговоры о приобретении вооружения: в частности, Багдад подписал контракт с СССР на поставку 15 новейших истребителей МиГ-29. В обмен на оружейные контракты Советский Союз предоставил Кувейту три танкера под гарантии безопасности, однако и они в мае были атакованы иранскими ВМС. Кувейт был вынужден передать 11 собственных танкеров под флаг США.

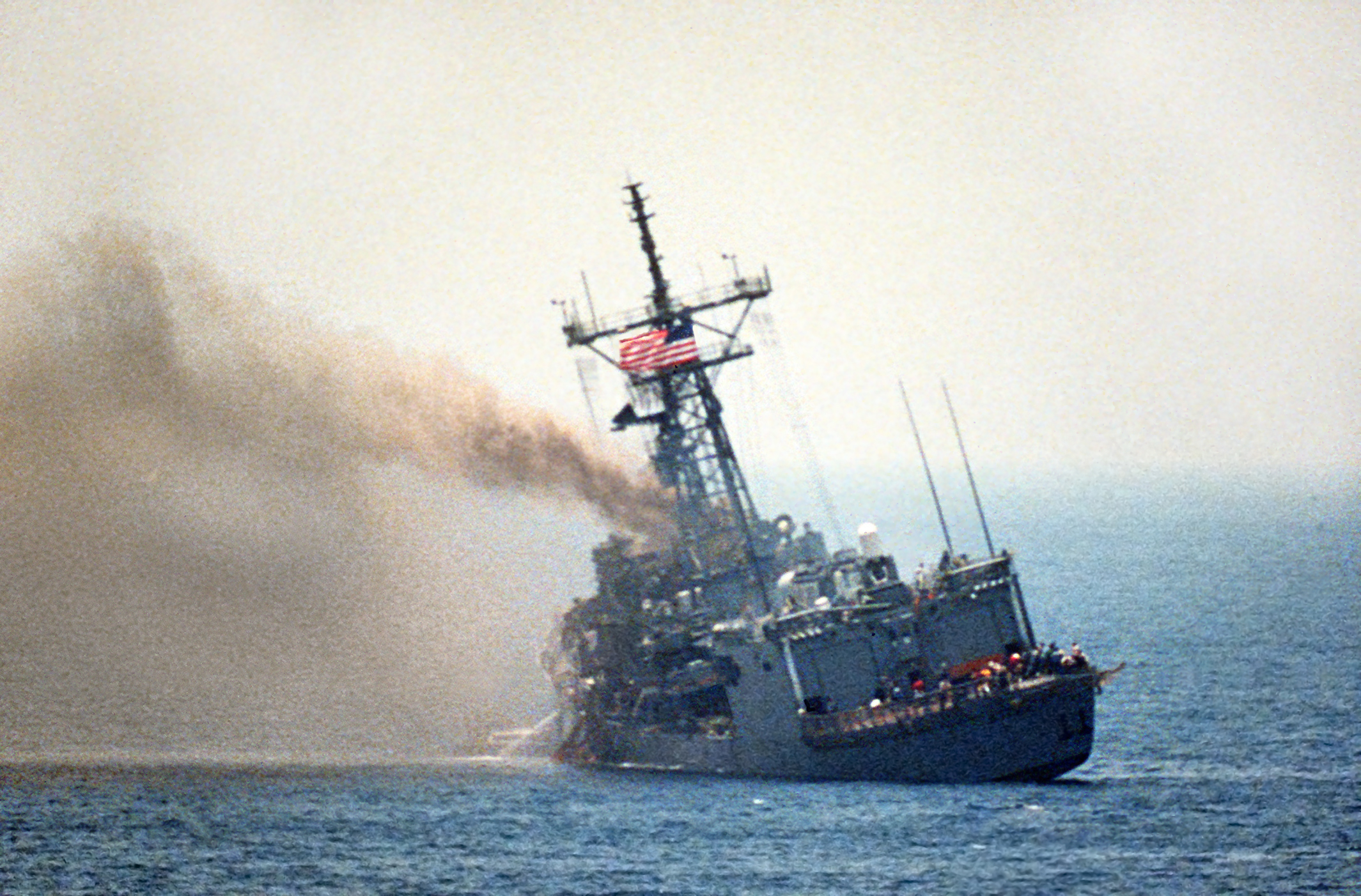
Фрегат «Старк» горит после попадания иракской ракеты «Экзосет»

17 мая 1987 года самолёт иракских ВВС по ошибке выпустил две ракеты «Экзосет» по американскому фрегату USS Stark (FFG-31). Корабль получил тяжёлые повреждения, но сумел отойти на базу ВМС США в Бахрейне. В результате инцидента погибло 37 американских моряков, ещё 21 получил ранения. Американские военные корабли находились в Персидском заливе для охраны побережья Саудовской Аравии. Случаи опасного сближения иракских самолётов и ВМС США имели место и ранее, однако до боестолкновений не доходили. Саддам Хусейн признал ошибку и направил президенту США Рональду Рейгану личное письмо с извинениями, а также выплатил компенсацию, однако отказался допустить американских инспекторов к самолёту и разрешить им допросить пилота. Рейды ВВС Ирака в Персидском заливе на время прекратились. Долгое время считалось, что самолётом, осуществившим атаку, был Mirage F1, однако в действительности им был Falcon 50, ранее принадлежавший правительству Ирана. 12 августа 1986 года этот самолёт, закреплённый за спикером иранского парламента Акбаром Хашеми Рафсанджани, был угнан в Ирак. К весне 1987 года Falcon 50 был приспособлен французскими техниками для использования в качестве бомбардировщика и начал наносить ракетные удары по целям в районе Персидского залива. Относительно причин атаки существуют различные версии. Сразу после инцидента ряд американских конгрессменов высказали опасения, что налёт был местью Саддама Хусейна за скандал Иран-контрас, однако доказательств этому обнаружено так и не было.
В мае 1987 года Иран заминировал часть кувейтского побережья с целью оказать давление на Кувейт, поддерживавший Ирак. В результате иранской акции повреждения получили 4 кувейтских танкера. По просьбе эмира Кувейта шейха Джабера III в Персидский залив были направлены тральщики НАТО. 20 июня иракские налёты возобновились, однако в июле 1987 года они были прекращены с началом мирных переговоров. 20 июля 1987 года Совет безопасности ООН принял резолюцию 598, призывавшую к заключению перемирия на условиях вывода войск и возврата к довоенным границам, обмена пленными, создания органа по расследованию причин войны и выплаты Ираком репараций. Несмотря на давление со стороны Советского Союза и Китая, Иран не стал выполнять резолюцию, но и не отверг её публично, надеясь использовать её в случае ухудшения ситуации на фронте. В условиях похолодания в советско-иракских отношениях, вызванных недовольством Багдада переговорами между Москвой и Тегераном, Иран пытался улучшить отношения с СССР.

### Противостояние в Персидском заливе

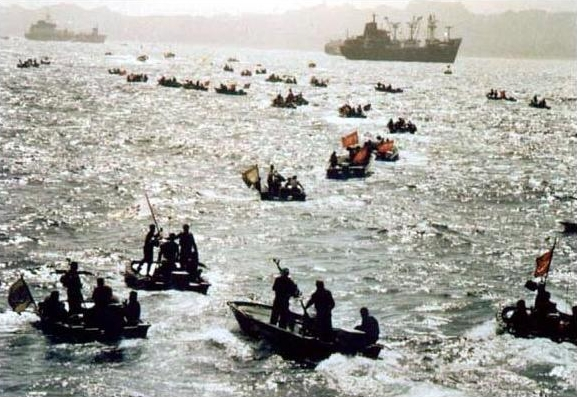
Лодки КСИР патрулируют воды Персидского залива

Увеличение иностранного присутствия в водах Персидского залива теперь угрожало Ирану вторжением со стороны западных государств. 17 июля 1987 года Франция разорвала дипломатические отношения с Ираном из-за захвата французских журналистов в Бейруте и отправила в Персидский залив авианосную группу. Французский генштаб всерьёз рассматривал возможность бомбардировок объектов иранской нефтепромышленности. 21 июля США начали операцию Earnest Will (с англ. — «твёрдые намерения») по эскорту американских судов в Персидском заливе. 24 июля на очередной иранской мине у побережья Саудовской Аравии подорвался один из кувейтских танкеров, перешедших под флаг США. После усиления американской группировки она располагала 50 кораблями и 170 самолётами на борту двух авианосцев, в то время как Иран имел лишь 4 фрегата, 1 корвет, 10 ракетных катеров и 3 устаревших эсминца, а также около 40 самолётов, из которых 20 — тренировочных. Тренировочные самолёты в случае полномасштабного противостояния иранцы планировали использовать для самоубийственных миссий. Не имея возможности развернуть базы в Кувейте и Саудовской Аравии, США разбили 2 плавучие базы, замаскированные под баржи. 4 августа Иран силами ВВС и флота начал манёвры в заливе.
30 августа 1987 года ВВС Ирака возобновили бомбардировки танкеров, за несколько дней нанеся повреждения 10 судам. В сентябре атаки достигли наивысшей интенсивности: у Ирака их число за месяц составило 41, у Ирана — 17. С полуострова Фао Иран также вёл ракетами HY-2 обстрел побережья Кувейта. Иран и Ирак посетил генеральный секретарь ООН Хавьер Перес де Куэльяр, надеявшийся склонить стороны к перемирию. Тегеран выразил своё согласие на прекращение войны при условии признании Ираком ответственности за её начало, однако инициатива Ирана не получила поддержки на Западе. 21 сентября 1987 года корабль «Иран Аджр» ВМС Ирана был атакован американскими вертолётами при попытке заложить мины в 80 км от побережья Бахрейна. В ходе высадки бойцов SEAL на корабль погибло 5 иранских моряков. Обыскав «Иран Аджр», американцы затопили его. После нападения КСИР на британский танкер было закрыто представительство Ирана в Лондоне. 3 октября Иран предпринял «психическую атаку» на саудовский порт Хафджи силами 50 лодок КСИР, однако по требованию Саудовской Аравии отступил. Продолжались иранские атаки на американские суда, в том числе плавучую базу в заливе. В этих условиях президент США Рейган отдал приказ об ответной операции.
19 октября 1987 года в ходе операции Nimble Archer (с англ. — «проворный лучник») ВМС США обстреляли две иранские нефтяные платформы, уничтожив одну из них. В ответ Иран возобновил ракетные обстрелы Кувейта. Шейх Джабер III был вынужден разместить на кувейтской территории американские войска и корабли. Опасаясь столкновения с США, морские патрули КСИР избегали нападения на суда с эскортом. Продолжались налёты ВВС Ирака на объекты иранской нефтепромышленности, в результате чего Иран начал испытывать дефицит бензина. 7 декабря Иран прекратил ракетные обстрелы Кувейта.

### Конфликт в Иракском Курдистане. Операция «Анфаль»

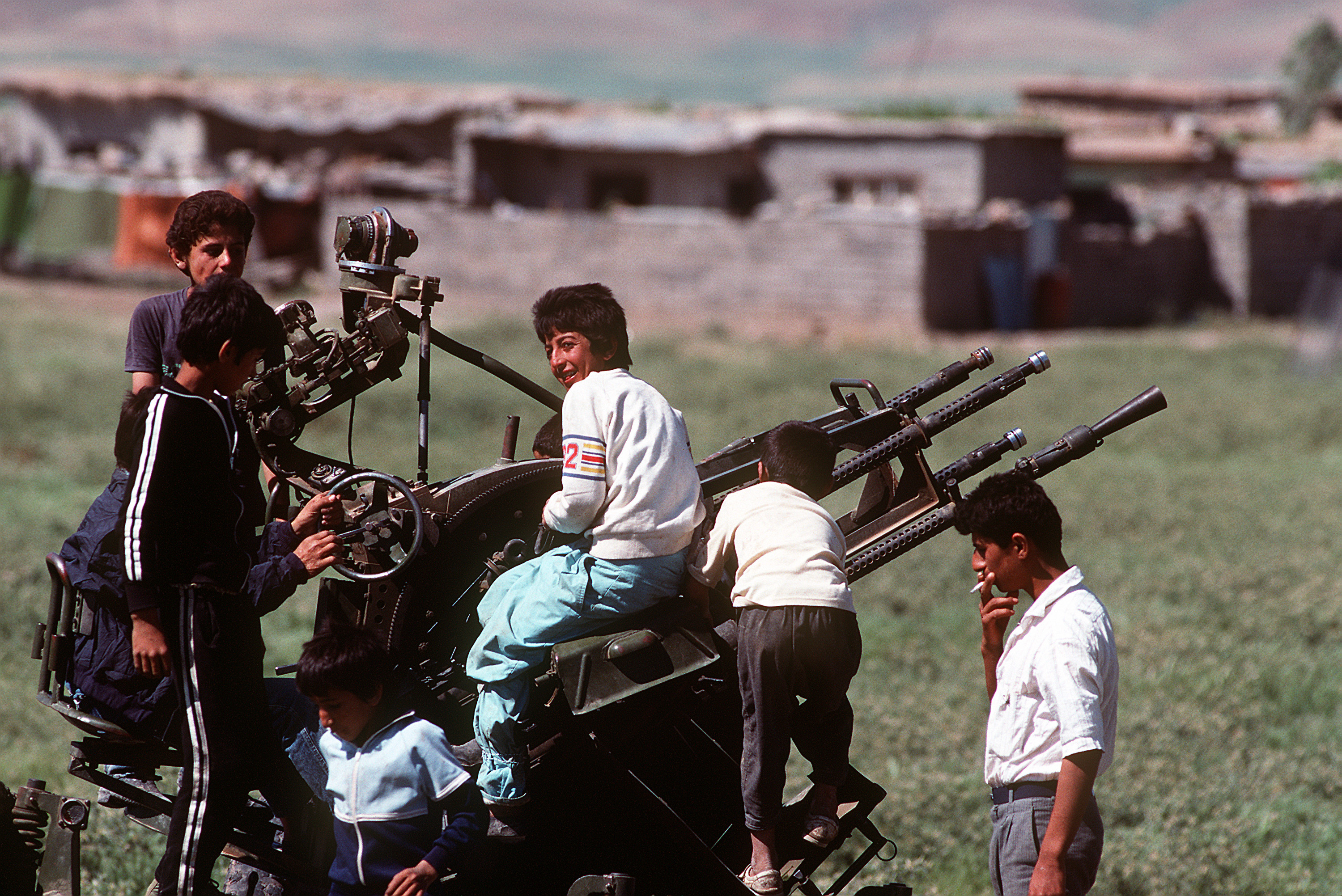
Курдские дети играют с брошенной правительственными войсками ЗПУ-4

Весной 1987 года курдские повстанческие группировки Патриотический союз Курдистана (ПСК) и Демократическая партия Курдистана (ДПК) при посредничестве Тегерана объединили силы для борьбы против Багдада. Теперь в распоряжении повстанцев было до 30 000 боевиков и около 50 танков. Бойцы ДПК вели бои в районе Эрбиля, Сулеймании, Киркука и Мосула (операции «Фатх» 4—7), в то время как ПСК оказывал помощь иранскому наступлению на Равандуз («Кербела-7»). Курды вели переговоры и с другой крупной оппозиционной силой — шиитской партией «Дава». 9 апреля на кортеж Саддама Хусейна в районе Киркука было совершено нападение, в результате которого погибли шофёр президента и 11 его охранников. Покушение стало последней каплей, и в условиях усиления курдской оппозиции Саддам Хусейн принял решение отойти от политики умиротворения и жёстко подавить восстание. Осуществление операции «Анфаль» (с араб. — «добыча», по одноимённой суре Корана) было поручено двоюродному брату президента, начальнику иракской разведки Али Хасану аль-Маджиду, для чего под его командование были переведены 1-й и 5-й армейский корпуса, дислоцированные в Иракском Курдистане. Дополнительно иракское командование перебросило в регион ещё 14 дивизий, таким образом доведя иракские силы в Курдистане до 250 000 человек. Иракские войска при поддержке артиллерии и ВВС методично уничтожали курдские деревни и каждого, кто был заподозрен в связях с повстанцами. Практиковались массовые казни мужского населения. Операцию «Анфаль» Иран использовал для продвижения в Иракском Курдистане, а именно в районе плотины Дукан (операция «Наср», лето 1987 года).
Вскоре после операции «Наср» фронт стабилизировался.

## 1988 год: окончание войны
В условиях тяжёлой экономической ситуации, недостатка в снаряжении, роста дезертирства и приближавшихся парламентских выборов Иран был не в состоянии развернуть полномасштабное наступление. На начало 1988 года фронт стабилизировался, имели место лишь мелкие стычки в Иракском Курдистане. Затишье на фронте иракское командование использовало для формирования новых дивизий, строительства транспортных магистралей и крупных учений в болотистых районах — именно такой ландшафт окружал полуостров Фао, который Ирак планировал отбить у Ирана. Сухопутные войска Ирака насчитывали около 800 000 солдат (8 армейских корпусов) и практически сравнялись в численности с иранскими.
Продолжались налёты иракских ВВС на танкеры (в январе-феврале 1988 года иракские самолёты повредили около 20 судов) и объекты иранской нефтепромышленности. За февраль Ирак потерял сбитыми 7 «Миражей» и 1 Xian H-6 (китайская копия Ту-16). 27 февраля ВВС Ирака осуществили успешную бомбардировку нефтеперерабатывающего завода в Тегеране, вслед за чем 28 февраля Иран обстрелял ракетами Р-17 Багдад и Тикрит, родной город Саддама Хусейна. В тот же день Ирак произвёл обстрел Тегерана новыми ракетами «Аль-Хусейн», представлявшими собой модификацию Р-17 с увеличенной дальностью. С 18 на 19 марта в результате авиаудара тяжёлых бомбардировщиков Ту-22 по острову Харк были потоплены два иранских супертанкера (Anaj и Sanandaj), более 50 моряков было убито на кораблях, ещё десятки погибли на острове. Каждый день по Тегерану выпускалось до 4 ракет, в дополнение к этому Ирак возобновил ночные бомбардировки города самолётами Ту-22 и МиГ-25, потеряв по утверждениям Пьера Реззокса 2 Ту-22 и 3 МиГ-25. Из иранской столицы под предлогом лечения был эвакуирован аятолла Хомейни. Продолжались ракетные обстрелы Ираном территории Ирака, хоть и с меньшей, чем у противника, интенсивностью. 20 апреля 1988 года из-за истощения запаса ракет у обеих сторон «война городов» окончательно завершилась. На её заключительном этапе погибло около 1500 иранских и 300 иракских граждан.

### Бои в Иракском Курдистане. Вторая битва за Фао
13 марта 1988 года Иран развернул очередное наступление в Иракском Курдистане в районе плотины Дукан. На данном участке фронта иранцы сконцентрировали значительные силы, в том числе до 1200 танков. 14 марта иранские войска взяли ГЭС Дукан и городок Халабджа. По приказу Саддама Хусейна Халабджа была подвергнута артобстрелу и бомбардировке с воздуха. 16 марта иракские МиГ-23 сбросили на город напалм, после чего самолёты Pilatus PC-7 сбросили табун, фосген, зарин и иприт. В результате бомбардировки Халабджи иранцы потеряли около 3000 человек убитыми, погибло до 5000 мирных жителей, пострадали около 10 000 человек. Иранское наступление было остановлено.
Успех иранского наступления вынудил Ирак действовать. После продолжительного совещания с армейским руководством Саддам Хусейн принял решение нанести удар в направлении полуострова Фао, так как гористый ландшафт Иракского Курдистана был малопригоден для танковой войны. В целях отвести внимание противника Ирак перебросил в Курдистан подкрепления, министр обороны Аднан Хейраллах лично посетил позиции в Курдистане. Тем временем под покровом ночи и при радиомолчании Ираку удалось сконцентрировать в районе Фао 100 000 солдат в составе, 2500 единиц бронетехники (из них 1200 танков) и 1400 артиллерийских орудий. Иран смог выставить лишь 20 000 солдат, 100 танков и 140 орудий. Начать наступление было решено в первый день священного месяца Рамадан одновременно со сменой солдат, уходивших в отпуск.

Схема операции «Рамадан аль-Мубарак»

Операция, получившая название «Рамадан аль-Мубарак» (с араб. — «священный Рамадан»), началась в 4:30 утра 17 апреля 1988 года. При поддержке артиллерии и авиации иракские войска прорвали иранскую оборону. По приказу командующего операцией генерала Айяда Файида ар-Рауи на иранские позиции были сброшены химические боеприпасы, однако из-за смены направления ветра под атакой оказались иракские солдаты, около 200 из которых скончалось. В иранском тылу высадились боевые пловцы, поддержанные огнём десантных кораблей. 18 апреля полуостров Фао был освобождён. Иранцы потеряли 5000 убитыми и 10 000 пленными против 800 убитых у Ирака. Ирак также захватил большое число орудий и бронетехники. Иран лишился возможности обстреливать Кувейт с территории полуострова, однако взамен начал ракетные обстрелы Кувейта.

### Конфликт в Персидском заливе
14 апреля 1988 года американский фрегат USS Samuel B. Roberts (FFG-58) подорвался на иранской мине, вследствие чего получил серьёзные повреждения, а 10 членов экипажа были ранены. В ответ 18 апреля США начали операцию Praying Mantis (с англ. — «богомол»). Силы ВМС США атаковали 3 иранские нефтяные платформы. Ополченцы КСИР, дислоцированные на платформах, обстреляли американские вертолёты. Иран отправил в район столкновения два фрегата типа «Воспер» и ракетный катер. Катер, выпустивший по американскому эсминцу ракету «Гарпун», был уничтожен ответным огнём. Один из иранских «Фантомов», пролетавших над американскими кораблями, был тяжело повреждён американской ПВО. В 16:00 в район прибыл фрегат «Саханд» ВМС Ирана и обстрелял американские самолёты, после чего был потоплен американскими «Гарпунами». Вечером того же дня прибыл фрегат «Сабалан» и вновь попытался атаковать корабли США, но, получив тяжёлые повреждения от огня противника, в 20:30 с разрешения американцев, не желавших нарастания конфронтации, был отбуксирован на базу в Бендер-Аббасе. 19 апреля 1988 года США объявили о том, что будут защищать любое иностранное судно, находящееся в водах Персидского залива.
3 июля 1988 года американский ракетный крейсер USS Vincennes (CG-49) сбил пассажирский самолёт Airbus A300 авиакомпании Iran Air, следовавший рейсом из Бендер-Аббаса в Дубай. Утром того же дня американские суда обнаружили группу лодок КСИР, за которыми USS Vicennes бросился в погоню. Разведывательный вертолёт, отправленный с крейсера, был обстрелян иранцами. Оказавшись в территориальных водах Ирана, крейсер, чей экипаж посчитал действия иранцев ловушкой, развернулся. Airbus A300, пролетавший в районе местонахождения корабля, в условиях тревожной обстановки на борту и недостаточной квалификации экипажа был ошибочно принят за иранский истребитель. Не получив ответа от самолёта на запросы экипажа, крейсер выпустил по «Эйрбасу» две ракеты SM-2 и уничтожил его. США признали ошибку, но принести извинения отказались. По одной из версий, взрыв Boeing 747 над Локерби, произошедший 21 декабря 1988 года и осуществлённый ливийскими спецслужбами (в 2003 году Ливия официально признала их причастность к катастрофе), в действительности был осуществлён ливийцами под давлением Ирана в качестве мести за инцидент с иранским самолётом. 10 марта 1989 года неизвестные совершили покушение на жену командующего USS Vincennes Уильяма Роджерса: в её машине взорвалась бомба. Женщина не пострадала.

### Заключительный этап войны

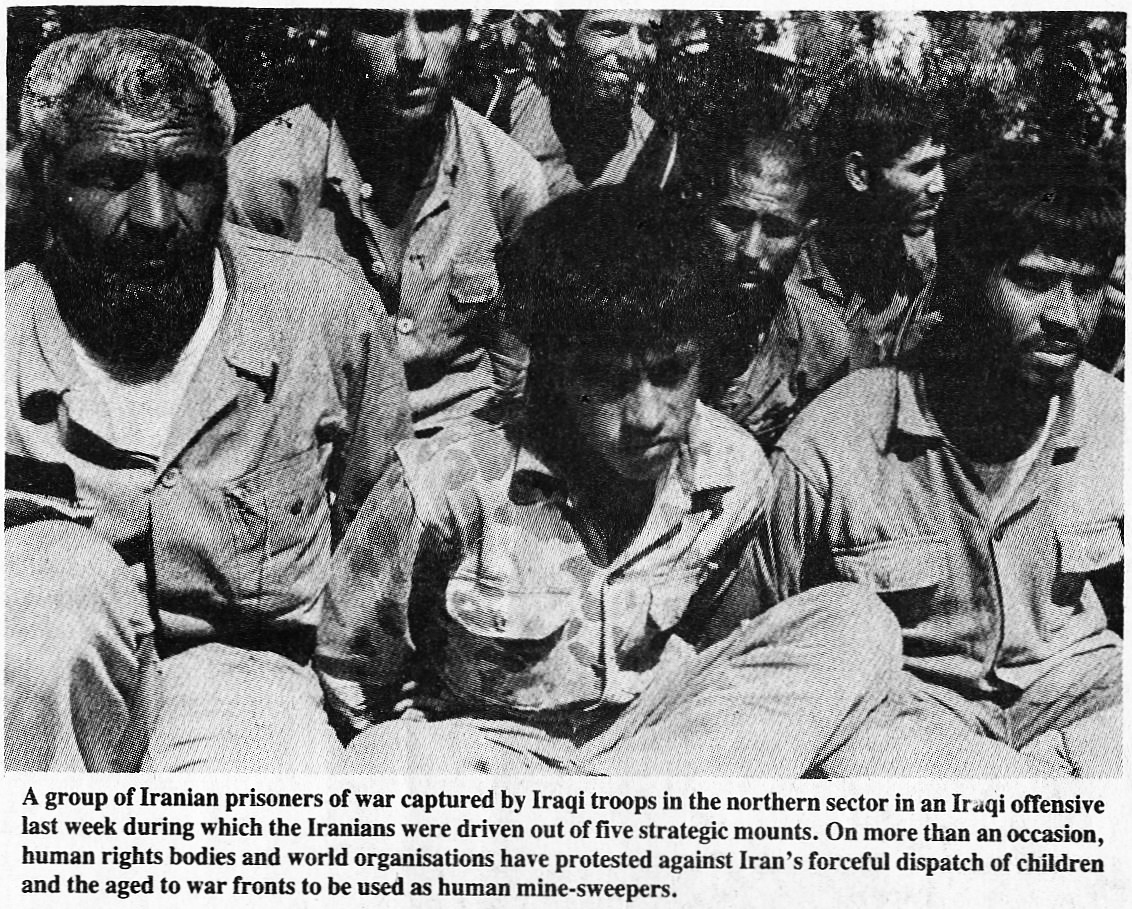
Иранские пленные, захваченные в ходе иракского наступления

25 мая 1988 года Ирак начал операцию «Тавакальна ала Аллах» (с араб. — «на Бога уповаем») к востоку от Басры. Ирак выставил около 150 000 солдат, 3000 единиц бронетехники и 1500 орудий, в то время как Иран имел на данном участке фронта не более 50 000 солдат, 90 танков и 150 орудий. Иракское наступление началось на рассвете. При поддержке химического оружия (табуна и VX) иранская оборона была прорвана. 26 мая иранцы были отброшены к границе. В ходе боёв в районе Басры иранцы потеряли убитыми около 6000 человек. В ходе отступления иранские войска бросили большое количество оружия и боеприпасов. 27 мая иракцы вступили на территорию Ирана, однако в отсутствие приказов не продвигались дальше. После продолжительного обсуждения иракское командование приняло решение ударить на северном и южном участках фронта. Саддам Хусейн действовал осторожно и желал как можно скорее завершить войну. Боевой дух иранских солдат значительно снизился.
13 июня 1988 года Иран развернул контрнаступление на иракские позиции в районе границы и смог отбить часть своей территории, однако вскоре иранские войска были контратакованы и 15 июня отступили. 15 июня началось наступление правительственных войск в Иракском Курдистане, в ходе которого им удалось отбить у иранцев плотину Дукан. Багдад также договорился о перемирии с курдскими повстанцами. 18 июня иракские войска при поддержке 20 000 боевиков повстанческой группировки «Организация моджахедов иранского народа» (ОМИН) начали наступление в районе Мехрана (Операция «Сорок Звёзд»), имевшее целью отвлечь иранские войска. К 22 июня иракцам и бойцам ОМИН удалось продвинуться на 20 км вглубь Ирана. 25 июня 1988 года Ирак начал операцию «Тавакальна ала Аллах-2» в районе месторождения Меджнун. На данном участке фронта Ирак имел около 160 000 солдат и 1000 артиллерийских орудий против 40 000 солдат у Ирана. При поддержке артиллерии и авиации, химических боеприпасов и десанта иракцам удалось полностью занять острова Меджнун и к 28 июня полностью выбить иранцев с их позиций в районе болот. Иран потерял 3000 убитыми, 4000 пленными и 8000 ранеными.
12 июля Ирак начал операцию «Тавакальна ала Аллах-3» в районе Дехлорана. Иракские войска имели на этом участке фронта около 140 000 солдат, 1000 танков и 1000 артиллерийских орудий. 13 июля иранская оборона была прорвана, иракцы пересекли границу и заняли Дехлоран. Иран потерял 10 000 убитыми и ранеными, 5000 пленными, при отступлении иранцы бросили 570 единиц бронетехники и 320 орудий. Оставшиеся в Хузестане иранские части имели не более 200 танков. Саддам Хусейн потребовал от Ирана немедленно вывести войска из Иракского Курдистана и пообещал двинуться на Ахваз в случае отказа. В ночь на 15 июля в Тегеране началось заседание Совета безопасности. Аятолла Хомейни на встрече не присутствовал. В условиях истощения людских и финансовых ресурсов, нежелания иранского общества продолжать войну, плачевного состояния ВВС и флота и усилившейся международной изоляции иранское руководство приняло решение вывести войска из Иракского Курдистана и заключить перемирие с Ираком. 15 июля иранские солдаты начали покидать Иракский Курдистан.

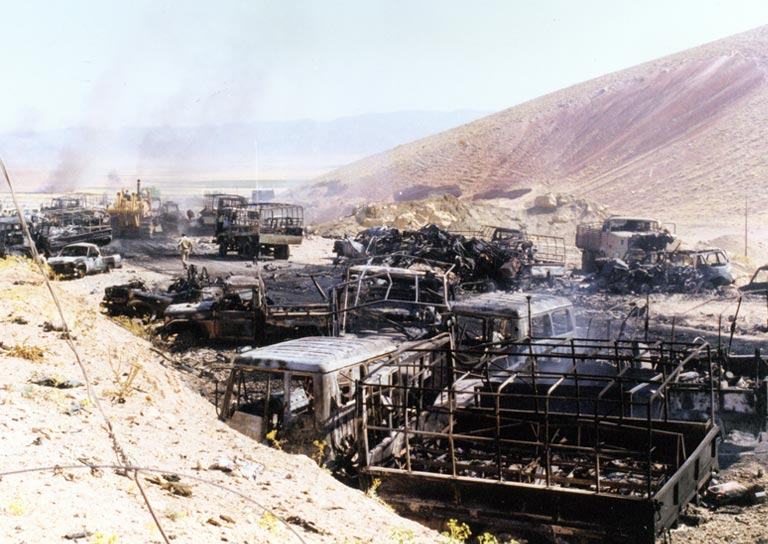
Техника ОМИН, уничтоженная в ходе операции «Мерсад»

17 июля 1988 года в очередную годовщину прихода партии «Баас» к власти в Ираке президент Ирака Саддам Хусейн озвучил условия перемирия: старт прямых переговоров между двумя странами, расчистка реки Шатт-эль-Араб, гарантии свободного передвижения иракских судов в Персидском заливе, недопустимость иранских атак на суда в заливе и обмен пленными. В знак доброй воли иракские войска отступили к границе. В тот же день президент Ирана Али Хаменеи отправил письмо генеральному секретарю ООН с заявлением о принятии резолюции 598 Совета безопасности ООН. 19 июля Тарик Азиз от имени Багдада выразил удовлетворение мирной инициативой Ирана, однако заявил, что до того, как она получит реальные подтверждения, бои будут продолжаться. В тот же день в ходе воздушных боёв над островом Харк иранцы потеряли один «Фантом» и 2 «Томкэта», что вынудило ВВС Ирана прекратить боевые вылеты в стремлении сохранить оставшиеся самолёты. 19 июля аятолла Хомейни выступил с известной речью о перемирии:

Принять это решение было для меня болезненнее и вреднее, чем испить чашу с ядом. Уповая на Бога, я пью эту чашу, чтобы по его решению прекратить эту мясорубку. … Я поклялся бороться до последнего вздоха. … Для меня легче было бы принять мученическую смерть, но я был вынужден учесть мудрое мнение всех военных экспертов.— 
Мирные переговоры в Нью-Йорке зашли в тупик, так и не начавшись, так как иранская делегация отказалась встречаться с иракской под предлогом непризнания Ираном режима Саддама Хусейна. В этих условиях иракское командование возобновило наступление: 22 июля 1988 года началась операция «Тавакальна ала Аллах-4» в районе Касре-Ширина и Ховейзе. За 4 дня иракцам удалось продвинуться на 50 км вглубь Ирана и взять 8000 пленных. Были захвачены Касре-Ширин и Ховейзе, иракские солдаты вышли к берегам реки Карун. 26 июля прошёл первый раунд переговоров, в ходе которого, помимо уже озвученных условий, было подтверждено стремление сторон вернуться к границам, установленным Алжирским соглашением от 1975 года. В тот же день боевики ОМИН, ставшие неудобными для Саддама, развернули наступление на Керманшах и продвинулись на 100 км, практически не встречая сопротивления. В ходе иранской контратаки, получившей название «Мерсад», повстанцы понесли тяжёлые потери и отступили. Несмотря на просьбу ОМИН, ВВС Ирака не оказали боевикам поддержку с воздуха. Тем временем иракские самолёты осуществили бомбардировку объектов иранской нефтепромышленности и недостроенной АЭС Бушер. 6 августа Иран согласился на прямые мирные переговоры. В тот же день Саддам Хусейн объявил о победе в войне и вступлении в силу перемирия. 7 августа его условия были согласованы с Ираном.
Перемирие официально вступило в силу с 20 августа 1988 года. Ирано-иракская война завершилась.

## Последствия
Война имела тяжелейшие последствия для обеих сторон конфликта. С их учётом победу в войне не одержала ни одна из сторон, хотя после окончания войны и отвода войск Ирак не стал уходить с части занятой иранской территории (2500 квадратных километров). В ходе конфликта погибло приблизительно 180 000 иракских солдат и 500 000 иранских, а также не менее 20 000 мирных жителей. Ранения получили около 1,5 миллиона человек с обеих сторон. В общей сложности Ирак и Иран потеряли до 1,3 процента своего населения. Стороны также понесли значительные материальные потери: 4600 танков (2500 у Ирака и 2100 у Ирана), 1650 артиллерийских орудий, 485 самолётов (305 у Ирака и 180 у Ирана), 30 военных кораблей. Огромный ущерб был нанесён экономике двух стран: Ирак в общей сложности потерял 342 миллиарда долларов и на 110 млрд увеличил свой внешний долг. Иран потерял порядка 645 миллиардов долларов. СССР, Франция и Китай были крупнейшими поставщиками вооружения Ираку. Иран закупал оружие у Китая, Северной Кореи, Ливии и Израиля, СССР и многих европейских стран. В рамках скандала «Иран-контрас» в Иран поставлялись и американские вооружения.
На момент окончания войны Ирак обладал крупнейшей армией среди государств Персидского залива. Вызванные этим притязания Багдада на лидерство в регионе вызывали беспокойство со стороны других стран Залива, что привело к увеличению их военного бюджета. «Головокружение от успехов», вызванное успешным завершением войны, привело Саддама Хусейна к решению о вторжении в Кувейт в 1990 году, что повлекло катастрофические последствия для Ирака. Война способствовала укреплению режимов как в Ираке, так и в Иране. После войны укрепилось положение в регионе таких игроков, как США, Саудовская Аравия, Франция и Великобритания, Израиль. СССР удалось получить выгоду от продажи оружия обеим сторонам конфликта, однако он рассорился с Ираком. Тем не менее, именно в ходе войны начался новый этап ирано-советских отношений. Кроме того, Москвой были установлены дипломатические отношения с ОАЭ, Кувейтом и Оманом.

## Анализ

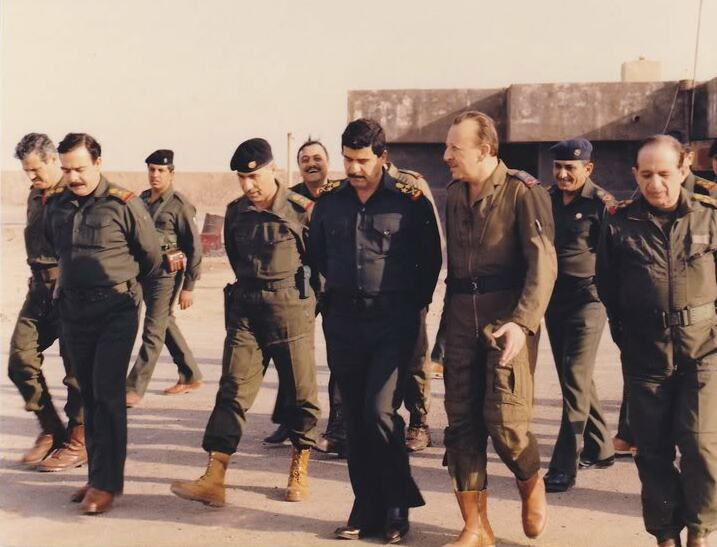
Министр обороны Ирака Аднан Хейраллах посещает фронт

Ирано-иракская война явилась последним крупным конфликтом в рамках холодной войны и одним из самых длительных вооружённых конфликтов XX века, а также последней «тотальной войной» века. Важную роль в ходе войны сыграли разведка, военные учения, командная структура войск. Велика была роль ландшафта, инженерных частей и логистики. В ходе ирано-иракской войны широко применялись химическое и ракетное вооружение.
В ходе воздушных боёв были опробованы технологии «электронной войны», широко применялись дозаправки в воздухе. Ещё раз была доказана важность бомбардировок аэродромов противника — 60 процентов иранских самолётов было уничтожено иракцами на земле. Несмотря на популярное заблуждение, воздушные бои имели место на протяжении всего конфликта, хоть их интенсивность и снизилась с ходом войны из-за недостатка запчастей у Ирана. В рамках кампании на море хорошо себя показали ракеты «Экзосет» и «Гарпун», хуже — китайские HY-2. Иран активно использовал минирование вод Персидского залива. Боевой опыт, полученный в ходе ирано-иракской войны, способствовал развитию оружейных технологий.